# 帰ってきたウルトラマン
『帰ってきたウルトラマン』（かえってきたウルトラマン）は、1971年（昭和46年）4月2日から1972年（昭和47年）3月31日にTBS系で、毎週金曜19時から19時30分に全51話が放送された特撮テレビドラマ。
怪獣と戦う防衛チーム・MAT（）や、巨大変身ヒーロー・ウルトラマンの活躍を描く。
なお、本作品の主役であるウルトラマンは、後年にウルトラマンジャックという正式名称が設定されたが（詳細は#名称を参照）、本項では放送当時の名称に基づき、基本的に本作品の主役ウルトラマン（ジャック）を「ウルトラマン」と表記し、「ウルトラマン 空想特撮シリーズ」に登場する「ウルトラマン 」を「初代ウルトラマン（初代マン）」と表記する。

## 概要

須賀川市に設置されているウルトラマン（ジャック）の像。ウルトラブレスレットを掲げている。

### 誕生までの経緯
本作品が製作された背景には、1970年に再放送された前3作品『ウルトラQ』『ウルトラマン』『ウルトラセブン』が高視聴率を得たこと、フジテレビ出版（後に株式会社 万創へ継承）の「飛び出す絵本」をはじめとした関連書籍、ブルマァクのソフビ人形などの関連商品が好調だったことや、『ウルトラファイト』（1970年）の好反響などがあった。
本作品の企画は、1969年4月28日に印刷された企画書『特撮怪獣シリーズ/続ウルトラマン』から始まり、ウルトラマンとMATが復活した怪獣と戦う基本線はこの時点で確立している。同企画書は『ウルトラマン』から約30年後の地球にウルトラマンが帰ってくるという設定で、現存する第3話までの企画書には科学特捜隊から引退して久しいムラマツやハヤタが登場し、ウルトラマンと一体化したバン・ヒデキ（晩日出輝）がベーターカプセルで変身するなど、初代ウルトラマンを強く意識したものであった。
当初は初代ウルトラマンが帰ってくるという設定であったためにタイトルが『帰ってきたウルトラマン』となったが、商品化展開を踏まえると別人にすべきだというスポンサーの都合でこの設定は没となり、最終的に別人となった。『帰ってきたウルトラマン』は生前の円谷英二によって命名されたと言われる。
続く企画書『帰って来たウルトラマン』では、北海道のカドクラ牧場で働くバンを慕う牧場主の子供のカオル、マサユキ姉弟や特訓による必殺技の獲得などの要素が盛り込まれたが、バンはウルトラマンの仮の姿という扱いであった。企画書としてはこれが最終稿であるが、最終的なストーリーはプロデューサーの橋本洋二と脚本家・上原正三との間で詰められた。そして、橋本と上原、熊谷健と円谷一の間で討議が重ねられ、『ウルトラマン』の続編の色が強かった企画案とは違い、ウルトラマンの力を得た未熟な青年がMAT内の摩擦の中で成長していく橋本が得意とする人間ドラマを主体とした物語となった。これにより、企画の決定は1970年末、または1971年早々までずれ込むことになった。そして、1971年2月6日にクランクインしたが、結果として、前年10～11月までに準備しなければならないタケダアワーでの放送は断念され、TBSが直接管理していた複数スポンサー枠の金曜19時台に放送されることになった。

### 物語の展開

#### 初期の展開
『ウルトラマン』の主人公・ハヤタが人間的な隙のないヒーローとして描かれ、『ウルトラセブン』の主人公・モロボシ・ダンも私生活まで踏み込んだ演出は行われなかった。しかし、本作品の主人公・郷秀樹は、レーサー志望の平凡な一市民として設定され、私生活面では彼の家族的な立場である坂田兄弟がレギュラーとして登場する。また、主人公がウルトラマンとしての能力に慢心したり、超能力を持つゆえにMAT隊員と軋轢を生むなど、日常的な困難を乗り越えるための努力が強調された。変身後のウルトラマンもしばしば怪獣に対して苦戦したり敗北したりしている。こうした作劇が、後年の評論で「人間ウルトラマン」と呼ばれている。これについてメインライターの上原正三は、『ウルトラマン』と同じようなことをやろうとしても模倣にしかなりえないため、差別化として崇高さのある初代ウルトラマンに対し子供と同じ目線にし、『柔道一直線』のような未熟な若者が組織や戦いの中で鍛えられ成長していく様を描いたと述べている。
第1期ウルトラシリーズを放送していたタケダアワーがSF路線や怪奇路線から転換して『柔道一直線』となるなど、当時の子供たちの流行がスポ根ものに移行していったことから、本作品でもその要素が意識されている。
当初は前述のような郷の苦悩と成長などシリアスなドラマ性が強く打ち出された。その中で、
- 郷秀樹の挫折と再起を描いた第2話「タッコング大逆襲」
- 「スポ根もの」要素を取り入れた第4話「必殺! 流星キック」
- 二大怪獣とMATの激突を劇場怪獣映画並みのスケールで描いた第5話「二大怪獣 東京を襲撃」と第6話「決戦! 怪獣対MAT」

など新たなタイプの秀作が生まれ、新たな試みがなされた。しかし、人気番組『ウルトラマン』の後継作として本作品に期待される視聴率の水準は高いものがあり（TBS側では30%台を期待していた）、1クール目の視聴率はその期待に沿うものではなかった。その原因としては、人間ドラマを中心に置いた内容が幼児たちに充分受け入れられなかったこと、予算的な問題で舞台が市街地や山間部、島嶼になる場合が多く、都市破壊の爽快さを欠いたことなどが挙げられている。

#### 中盤の展開
この状況で円谷プロは、アンケート調査や主な連載誌である学年誌での読者調査などのマーケティングを行い、ウルトラマンの強化や宇宙怪獣の登場などが求められているとの結果を得、第18話のベムスターをはじめとし、宇宙怪獣を数多く登場させた。また、ウルトラマンを救うべく、前作の主人公ウルトラセブンを登場させ、万能武器ウルトラブレスレットを与えさせる。このことにより、ウルトラマンのキャラクター強化に成功している。また、第13・14話では大津波と竜巻による東京破壊を映像化し、その高い特撮技術をアピールしたり、当時人気絶頂のキックボクサーで、本作品の前番組『キックの鬼』のモデルでもある沢村忠を本人役でゲスト出演させた第27話や、放送当時高校生であった小林晋一郎から投稿された原案を採用した第34話など対外的な話題作りも、番組の知名度アップに貢献した。3クール目以降はほぼ全エピソードが視聴率25%をマークし、製作費も1話平均550万円にまで増額されることになった。
数々の強化策の一方でドラマ面でも強化が図られ、
- 隊長交代というイベントに文明批評を重ねた第22話「この怪獣は俺が殺る」
- 内気で弱い少年の目覚めと旅立ちを南隊員の過去と交錯させて描いた第25話「ふるさと地球を去る」
- 差別への怒りをテーマとして前面に出した第33話「怪獣使いと少年」

など、評価の高い作品が送り出された。特に第31話から第34話は、ちょうど放送月が一致したことで後に一部で「11月の傑作群」と呼ばれたほどで、この時期の視聴率も20%台を順調に維持した。さらに、坂田アキ役の榊原るみが別のドラマへの出演のためにスケジュール確保が困難になり、第37・38話で坂田健と坂田アキはナックル星人に謀殺されて物語から姿を消し、初代ウルトラマンとウルトラセブンの登場というイベントと相まって、ここで内容的にも視聴率的にも一つの頂点を迎えた。榊原るみの降板後のヒロインは村野ルミ子役の岩崎和子に引き継がれた。

#### 終盤の展開とその後
ドラマ部分として郷の私生活は、坂田家で1人生き残った次郎と、隣人で次郎の姉代わりとなったルミ子を中心に描かれる。特撮部分の強化策として怪獣とそれを操る宇宙人の2体セットでの登場を増やし、娯楽性が強調された。この時期の視聴率（#放映リストを参照）は常に25%以上で推移しており、第2期ウルトラシリーズでは最高視聴率を記録した時期である。
第51話では、バット星人が地球侵略に出ると同時に、その同族たちがウルトラの国に全面戦争を仕掛ける。MAT基地を破壊され、次郎とルミ子を拉致されるなど、郷=ウルトラマンとMATは最大の危機に陥る。自ら操るマットアローが墜落する寸前にウルトラマンに変身した郷に対し、バット星人は自ら育て上げたゼットン（二代目）とともに襲い掛かる。2体がかりの攻撃でウルトラマンを苦しめるが、ブレスレットの能力と自身が編み出した新必殺技「ウルトラハリケーン」でバット星人とゼットンは倒され、ウルトラマンは勝利する。そして、郷はバット星の艦隊からウルトラの星を守るために次郎とルミ子に別れを告げ、2人にはウルトラマンとしての正体を明かしつつ地球を去ることで、物語は幕を閉じる。
本作品での歴代ウルトラマンの客演は好評を博し、『ウルトラマン』の最終回（第39話）に登場したゾフィーが長兄に当たる「ウルトラ兄弟」という、雑誌上で設定された捉え方がテレビ作品に導入される一種の「逆流現象」につながった。第51話でのバット星人のセリフにはウルトラ兄弟が明確なものとして用いられており、次作『ウルトラマンA』から本格的にその設定が多用されていく。

### 時代・舞台設定
本作品の具体的な年代は劇中では明示されていない。非日常的な場所でのロケを多用し、「近未来」や「無国籍」を演出していた前2作品と比べると生活感のある場所での映像が多く、放映年代と同じ1970年代初頭の日本が意識されている。これは、前2作は海外販売が前提に制作されていたが、本作品は純粋な日本国内向けに制作されているためである。劇中で映る日付や、語られる第二次世界大戦の体験など、現実の日本と重ねた演出が散見される。また、国外の描写はほとんどなく、MATの他国支部の活動もわずかに語られるのみである。
ウルトラ兄弟などの設定により、作品世界は他のウルトラシリーズ作品と繋がっているとされているが、劇中では前2作の作品世界との関係は明示されておらず、バルタン星人Jr.やゼットンの登場、第38話でのハヤタとモロボシ・ダンの登場で暗示されているのみである。また第51話では、郷秀樹が夢の中で初代ウルトラマンとゼットンの戦いを見る場面に『ウルトラマン』第39話の映像が流用されている。
一方、後述のように次作『ウルトラマンA』第10話で本作品の後日譚、第12話では本作品の第26話での出来事が語られた他、『ウルトラマンタロウ』や『ウルトラマンレオ』では郷が登場することから、第2期ウルトラシリーズはすべて同一世界であることが明示されている。

### ウルトラ5つの誓い
第51話で郷秀樹が地球を去る時に次郎に伝えた誓いで、次郎はこれを叫びながら郷を見送った。『ウルトラマンA』や『ウルトラマンメビウス』でも使用されている。
1. 一、腹ペコのまま学校へ行かぬこと
2. 一、天気のいい日に布団を干すこと
3. 一、道を歩く時には車に気を付けること
4. 一、他人の力を頼りにしないこと
5. 一、土の上を裸足で走り回って遊ぶこと

### スタッフ・出演者

#### 監督
監督は円谷英二と縁の深い東宝の本多猪四郎を第1・2話で起用し、作品のオープニングを飾った。本多は第7・9・51話（最終回）でも監督を務めた。
東宝からは他に、筧正典と松林宗恵が参加。また、東映から冨田義治、佐伯孚治、日活から鍛冶昇、国際放映から山際永三、TBSから真船禎と、他の映画会社出身の監督招聘にも積極的であった。冨田は東映との関わりも深かったTBSプロデューサーの橋本洋二の要請により、佐伯は監督した『江戸川乱歩シリーズ 明智小五郎』第25話「白昼夢 殺人金魚」を円谷プロプロデューサーの熊谷健が気に入ったことによりそれぞれ起用された。筧・山際・真船の3名はその後の第2期ウルトラシリーズでも主力を務めた。
本作品での円谷プロ出身の監督は東條昭平と本作品第32話で本編監督としてデビューした大木淳のみである。しかし、東條は参加第1作となる第33話「怪獣使いと少年」がTBS上層部で問題視されたことから助監督に降格し、本作品での監督作品はこれ1本のみであった。

#### 脚本
本作品の脚本陣は、メインライターの上原正三が全51話中20本を担当。前後編の話などを中心に東京が危機に陥る作品が目立つ。しかし、坂田兄妹死亡後のシナリオは第51話を除いて担当していない。後の『ウルトラマンA』でメインライターを務めることになる市川森一は、本作品では6本と少ないものの、セブンや新隊長が登場するターニングポイントとなる話を書いている。上原と市川は同時期の『仮面ライダー』の企画にも携わっていたが、本作品のために離脱した。
また、円谷プロ出身の田口成光は本作品でデビューし、6本のシナリオを執筆。田口は後に『ウルトラマンタロウ』や『ウルトラマンレオ』でメインライターを務めることになる。宇宙人や宇宙に絡む話は主に石堂淑朗が担当。侵略手段が横暴で性格的にも柄の悪い宇宙人を登場させるなど、一種独特な話を好んで執筆した一方、地方色や土着性の強い民話風のストーリーも得意としており、本作品では9本のシナリオを担当。『ウルトラマンレオ』に至るまで、第2期ウルトラシリーズに積極的に関わった。
第1期ウルトラシリーズで監督を務めた実相寺昭雄や飯島敏宏も、1本ずつ担当。また、プロデューサー補の熊谷健と親交のあった小山内美江子も熊谷からの依頼で1本担当している。第1期ウルトラシリーズのメインライターであった金城哲夫も1本担当した。
他社で活躍していた脚本家としては、『隠密剣士』（1962年）や『仮面の忍者 赤影』（1967年）、本作品の放映当時も『仮面ライダー』を担当するなど、宣弘社や東映作品を多数手掛けた伊上勝が第9・49話の2本を担当。また、石堂の紹介で松竹から斉藤正夫が招かれて2本のシナリオ（第45・50話）を担当。
坂田健役の岸田森は、朱川審のペンネームで第35話を執筆したということで大きな話題を呼んだ。また、第34話の原案は当時高校生だった小林晋一郎によるもの（シナリオは石堂）で、小林は映画『ゴジラvsビオランテ』でも同じく人間が作り出した植物の怪獣という原案が採用されている。小林によれば、第1期ウルトラシリーズとの作風の違いに違和感を覚えて1971年6月ごろに作品への要望とともに13本分の怪獣デザインとストーリーを円谷プロに送ったところ、「いろいろあった末」に採用されたという。
その他、新人時代の長坂秀佳が1本担当。
上原は郷秀樹と坂田アキの恋物語を成就させるという構想であったが、榊原が降板を申し出たことによって展開が狂い、中途半端な消し方では視聴者に期待を抱かせるため、坂田兄妹を死の世界へ送ったという。ただし、坂田兄妹の死によって、郷の私生活の面が描けなくなったといい、シンプルなストーリーかつ軽快なストーリー展開になったことで意欲が削がれたことで第37・38話は最終回のような雰囲気になり、第51話はエピローグになったという。

#### 美術・造形
特撮美術は『ウルトラセブン』に引き続き池谷仙克が担当したが、1971年に公開された実相寺昭雄のATG映画『曼荼羅』に参加することとなったため、第12話で降板した。後年のインタビューで池谷は本作品への参加には積極的でなかった旨を語っている。降板後、旧知の特技監督である大木淳が本編を初担当した第32話で大木からの依頼により怪獣キングマイマイのデザインを手掛けた。
オープニングにはクレジットされていないが、着ぐるみ造形は主に開米プロが、一部を高山良策（グドン、ツインテール、ステゴン）、東宝特殊美術部（タッコング、ザザーン、アーストロン）、円谷プロ社内の造形スタッフ（キングザウルス三世）が担当。東宝特美による3体は見た目はしっかりしていたが硬くて動けず、開米プロが改修を行い、そのまま同プロが造形の中心となった。高山は『ウルトラセブン』から引き続いての参加であったが、同時期に『スペクトルマン』も担当していたため3体のみに留まった。
オープニングには未クレジットだが本作品の怪獣（宇宙人）デザインは、特撮班美術の池谷仙克や高橋昭彦のほかに、プロデューサー補の熊谷健（シーゴラス、ベムスターほか）や、米谷佳晃（グロンケン、バリケーン、ヤドカリンほか）、利光貞三（サータン）、末安正博（ゴキネズラ）などが担当。最終話に登場したバット星人は、当時の小学館編集部スタッフによる作とされている。

#### 隊長の交代
既述通り、第22話でMAT隊長の途中交代がある。隊長役交代はウルトラシリーズ初の出来事だった。これは2クールから4クールへの番組延長にあたり、加藤勝一郎隊長役の塚本信夫が地方公演のために出演不能となったと憶測が流れ、過去に発売された関連書籍でも舞台公演に関することを理由とした言及がなされ、それ以外にもさまざまな憶測を生んだ。ただし、番組の延長に伴うものではないということが、後に団時朗（郷秀樹役）・池田駿介（南猛役）・西田健（岸田文夫役）の三者会談同窓会の記事で明かされているが、真相は語られていない。
劇中設定としては、加藤隊長が宇宙ステーションに転任し、加藤隊長のかつて上官・伊吹隊長がニューヨーク本部から転任してくるというドラマで交代の事情が説明され、その交代劇がシリーズの1つのイベントとなっていた。
新隊長・伊吹竜役としては、東宝特撮映画の常連で知られ、『ウルトラマン』や『ウルトラセブン』への出演歴もある土屋嘉男などが候補に挙がったが、最終的には大映映画を中心に活躍していたベテランの根上淳に決定された。大映の二枚目スターとして一般の視聴者にも知名度の高い根上の起用は、子供番組として一般のテレビドラマよりは一段低い扱われ方だった特撮テレビドラマの中での1つのイベントであり、ウルトラシリーズの存在を保護者層にもアピールするものだった。これは、橋本プロデューサーからの「塚本より格下の俳優は起用しないこと」との指示を受けてのことである。

#### スーツアクター
当初予定された新東宝出身の中岡慎太郎がボディビル体型だったが、スマートな団とのイメージが違いすぎるため、『ウルトラセブン』第14・15話でのみウルトラセブンを演じた経緯から菊池英一が演じることとなる。
- 菊池英一は拳法や空手などの格闘技を習得しているため、痩身の古谷敏が演じた初代ウルトラマンに比べるとガッチリしたシルエットでやや日本人体型とも言えるが、178センチメートルと当時としては長身で（古谷敏は180センチメートル）、背筋が伸びた拳法の構えやアクションが特徴的。初代ウルトラマンが宇宙人を意識した動きだったのに対し、本作品のウルトラマンは怒りや焦りなど感情を伝えるような人間味のあるアクションが特徴と言える。過去のシリーズでは怪獣もの専門の殺陣師はおらず、シナリオ上でも「怪獣（宇宙人）との戦い 〜 以下よろしく」としか書かれていないことが多かったため、特撮スタッフや本編監督が手探りで殺陣を指示していたが、本作品では菊池英一と多くの怪獣を演じた遠矢孝信（菊池英一の大学の後輩）が打ち合わせてほぼ全面的に殺陣を担当。
- 菊池英一が1995年に著した『ウルトラマンダンディー 〜帰ってきたウルトラマンを演った男〜』は、本作品の製作活動の記録の一つとなっている。
- 遠矢孝信を含め、怪獣のスーツアクターを務めたのは菊池英一と遠矢孝信が当時所属していたアクションチーム「ジャパン・ファイティング・アクターズ（JFA）」のメンバーである。ザザーンはスケジュールが被らなかったため、菊池英一が演じている。その他の配役は『ウルトラマンダンディー 帰ってきたウルトラマンを演った男』が詳しい。なお、遠矢孝信はこれに先駆けて」同時期の『宇宙猿人ゴリ』でゴリ博士を演じている。時には両者のスケジュールがかち合ってしまうこともあり、遠矢孝信が戻るまで当時助監督だった東條昭平が代わりに怪獣（サドラなど）の中に入ったこともあった。
- 『ウルトラマンA』でもアクションを依頼されたが、ウルトラマンのアクションはハードで体力的に限界[注釈 12]ということで辞退している。なお、『ウルトラマンA』第1話の客演のみウルトラマンを演じている。

## 帰ってきたウルトラマン（ウルトラマンジャック）
ゾフィーの命を受け、地球にやって来た宇宙警備隊隊員である。
- 地球での活動時間：3分[30]
- 頭：鋼鉄の2千倍の硬さ[30]
- 職業：ウルトラ道場の先生、ウルトラの星へ帰還後は宇宙警備隊地球課長。
- 趣味：登山[34]
- 家族構成
  - 父：ウルトラ科学技術局長官
  - 母：宇宙情報センター勤務
  - 妻：ウルトラの母の妹[35]
- 郷秀樹との関係
  - 郷秀樹が鍛えるとウルトラマンも鍛えられたり（第4話）、郷の心身の負傷（第22話、第37話）など、心身の状態が変身後もウルトラマンに引き継がれる場面が見られた。逆に郷がウルトラマンと同じ怪我をしたり、ウルトラマンから郷への影響も認められる。中盤からウルトラマンと郷の意識は一体化している[注釈 14]。

### 名称
本作品中では、企画当初の名残で一貫して「ウルトラマン」としか呼ばれていない。そのため、後年の客演時や書籍などでは、初代ウルトラマンと区別するために様々な名称を設定されていた。
『ウルトラマンA』第14話のナレーション、および劇中での北斗星司とヤプールからはウルトラマンII世（）、『ウルトラマンタロウ』や『ウルトラマンレオ』のナレーションでは新ウルトラマンを略した新マン（）と呼ばれている。他にも作品名のまま「帰ってきたウルトラマン」、または略して帰マン・帰りマン（きマン、かえマン、かえるマン、かえりマン）と呼ばれることもあった。
しかし、1984年に公開された映画『ウルトラマンZOFFY ウルトラの戦士VS大怪獣軍団』の公開に先立ち、ウルトラファミリー紹介時に各々に固有名詞の必要が生じた際、円谷プロ社長・円谷皐（当時）によってウルトラマンジャックという正式名称が設定された。以降の書籍・関連グッズなどではほぼこの名称で統一され、「ウルトラマンII世」や「新マン」は別名という扱いになっている。中国で放送された際には『杰克・奥特曼』（杰克はジャックと読む）のタイトルとなる。
その後、映画『ウルトラマン物語』や『ウルトラマンメビウス』でも「ジャック」と呼ばれている。地球人は「ジャック」の名を知らないため、「ウルトラマン」としか呼んでいない。映画『大決戦!超ウルトラ8兄弟』では、こうした呼称の変遷をセルフパロディ化したギャグがある。
「ウルトラマンジャック」という名前は『ウルトラマンタロウ』の企画段階における名前でもあった。他にもかたおか徹治の漫画『ウルトラ兄弟物語』の「ウルトラ一族の大反乱編」（第1巻収録）に登場したウルトラの父の兄の名前も「ウルトラマンジャック」であるが、直接の関連性はない。

### 変身方法
歴代ウルトラヒーローの中でも例外的に変身アイテムを用いない。郷が生命の危機に陥ったときに自然に変身する。郷の頭上に天空から十字状の光が降り注ぐと、それに呼応するように郷が右手または両手を斜め上に振り上げ、変身するというパターンが基本であった。意識的に変身する場合は右手を高く掲げることが多い。中盤以降は郷の意志による変身も多く見られるようになる。
第51話では郷とウルトラマンが分離することなく地球を去り、以降のウルトラシリーズ客演の際には完全に郷の意思で変身している。
- 企画案では特定の変身ポーズをとるものや変身アイテムを用いる案も存在していた[6]。
- 郷が変身ポーズをとって変身してから巨大化するというパターンも撮影されたがNGとなっている[6][注釈 20]。

### 技・能力
スペシウム光線
初代ウルトラマンと同じく、両腕を十字に組んでエネルギーをスパークさせ、右手から発射する破壊光線。
全編を通して使用され、序盤では決まり手として多くの怪獣を葬った。ベムスターに破られて以降、ウルトラブレスレットに決まり手の地位を譲っているが、第38話ではナックル星人の宇宙艦隊を壊滅させ、最終話ではゼットンを葬るなど、ここ一番の見せ場では威力を発揮しており、後年の客演時にもしばしば使用されている。現在の公式設定では、初代ウルトラマンと同程度の威力とされている。また、放映当時では白色の光線だったが、近年では青白い光線となっている。本作品ではスペシウムへの言及はなく、ナックル星人による解析でアルミニウム原子3千個に対してクローム原子100個の割合との発言がある。
- 発射音は、初代ウルトラマンのものとは異なり、ウルトラセブンのワイドショットやエメリウム光線Bで使用された効果音を加工使用している。
- ウルトラマンを演じた菊池は古谷敏が演じた初代ウルトラマンを観ていなかったため、胸を張って背筋を伸ばした構えを作り、怪獣を倒した後はスッと構えた手を下ろすのではなく、「また殺生をした」というような心持ちで、ゆっくりと下ろしており、はるかM78星雲を見上げるつもりで天を仰いで飛び去っている。

ウルトラスラッシュ（八つ裂き光輪）
スペシウム光線のエネルギーを丸鋸状のリングに変化させて投げつけ、敵を切断する光のカッター。これも初代ウルトラマンと同じ技で、サドラとの戦いで初使用して倒したが、キングザウルス三世との戦いでバリアーにはじかれて以来、使用されなくなった。初代ウルトラマンが使用するものは薄い青色なのに対し、こちらは薄い緑色をしている。
フォッグビーム
左手先から噴射する霧状の光線。キングザウルス三世との戦いで使われたが、バリアーによって防がれたため、その効力は不明。
一部の文献では冷凍効果のある光線と記載されている。『続・ウルトラマン』の設定ではスペシウム光線のバリエーションとして「凍結スペシウム」が存在しており、書籍『ウルトラマン白書』ではフォッグビームまたはウルトラフロストがこれに該当すると紹介している。書籍『ウルトラ怪獣大全集』では「冷凍スペシウム光線」と解説している。
シネラマショット
両腕をL字型に構え右腕から発射する必殺光線。威力はウルトラセブンのワイドショットを上回り、スペシウム光線の数倍強力という設定。キングザウルス三世との戦いで使われたがバリアーによって防がれてしまい、以後本編では全く使用されなかった。
しかし『ウルトラマンタロウ』ではテンペラー星人の円盤を他の兄弟の光線と共に破壊し、『ウルトラマンレオ』第38話でにせアストラを庇うレオに対し、初代マンやエースとともに使用して一度はダウンさせ、タイの映画『ウルトラ6兄弟VS怪獣軍団』ではタイラントに使用したり、怪獣王ゴモラに他の兄弟と共に使用し戦意を喪失させる。アニメ『ザ・ウルトラマン ジャッカル 対 ウルトラマン』では宇宙大魔王ジャッカルへの合体攻撃に際に放つなど客演の際にはたびたび使用している。
ウルトラショット
右手に左手を添えた構えで、右手先から速射する光線。主に牽制技として使われる針状の光弾を連射するタイプと、ノコギリンにとどめを刺した帯状の光線を発射するタイプがある。『ウルトラマンギンガS』にてウルトラマンギンガストリウムが使用した際は後者のタイプとなっている。
ストップ光線
10話で使用した、両腕の間から放射して凝固状態にして怪獣の動きを封じる活動停止光線。別名は凍結スペシウム、冷凍スペシウム。
ウルトラロケット弾
飛行しながら指先から連射するロケット弾。第28話ではバリケーンを怯ませた。
ハンドビーム
右手先から発射する光弾。第40話でブラック星人を倒した。
ウルトラフラッシュ
両手先を合わせて放つ破壊閃光。第41話でビルガモに使用。
ウルトラ念力
巨大怪獣を空中に浮かばせて動きを封じる全身から放つ念力。第19話でサータンに使用。
透視光線
両目から放射する光線。姿を消した怪獣を探し、実体化させる。第19話でサータンに使用。
ウルトラ眼光
両目から発射する破壊光線。両肘を曲げた状態で発射し、第45話ではメシエ星雲人にとどめを刺した。
ウルトラフロスト
両手先を合わせて冷凍ガスを放射する。第35話でプリズ魔との最初の戦いで使われた。
ボディスパーク
全身の光エネルギーをスパークさせて怪獣にショックを与える。第5話でツインテールの首締めから逃れた。
ウルトラパワー
全身の力を使って、物体を遠くまで投げ飛ばす能力。ウルトラブレスレットで縮小させたヤメタランスを砲丸投げのように放り投げ宇宙空間へ帰した。
ウルトラ腕力
パワーを生かした早技。第24話でキングストロンの背中に乗るや2本の角をつかみ、そのまま前転することで一気に角を反転させ、弱体化に成功した。
流星キック
別名「ウルトラキック」。上空へ空高く飛び上がり急降下しながら敵に蹴りを入れる。第4話でキングザウルス三世のバリヤーを飛び越えて、バリヤーを発生させる角を破壊した。
ウルトラスピンキック
上空へ空高く飛び上がり蹴りを一度決めてその反動で空中回転しながら敵に蹴りを入れる。繋ぎ技として多用した他、第11話ではモグネズンへは決まり手にもなった。設定では105Gの威力があるとされる。
- 第37話の脚本段階ではナックル星人に蘇生された再生グドンをこの技で倒す予定だった。劇中でスピンキックのことが語られているのはこの名残となっている。

ウルトラキック
腹部めがけて放つキック。郷は第27話でキックボクサーの東三郎にこの技を伝授した。ストレートや横蹴り、回し蹴りなどのバリエーションがある。
急降下キック
空中からマッハ5で急降下する勢いを生かした技。第33話では登場した際にムルチの頭部に蹴り込み、ダメージを与えた。
フライングキック
敵めがけて突進し、直前で跳躍して両足で顔面にキックする技。第39話ではバルダック星人にダメージを与えた。
ひざ蹴り（飛び膝蹴り）
ジャンプしたのち、ひざを敵の頭部に叩きつけるキックボクシングの技を応用した技。
ウルトラチョップ
ジャンプして敵の頭上から鋭い手刀を浴びせる技で、ゴルゴバス戦をはじめ、多くの戦闘で使用した。単独で致命傷を与えることはないが、何度も繰り出して相手を弱らせたり、他の技と組み合わせたりすることで、絶大な威力を発揮した。
ウルトラリフター
突進してくる敵の下に、姿勢を低くして素早く潜り込んだのち、両腕で敵を高々と持ち上げ、地面に投げつけたり、空中へ投げ飛ばす技。キングザウルス三世やゴルゴバスにダメージを与えた。
ウルトラボディ落とし（ウルトラボディー落とし）
第24話でキングストロンに対して使用した投げ技。胴体の角を掴んで一気に後方へと投げ落とす。
ブレーンバスター
正面から敵の体を抱え上げ、仰向けに倒れながら、敵を背中から地面に叩きつける技。
空中回転落とし
空中で相手の足を掴み、高速きりもみ回転しながら地上に投げ落とす。第17話でスペシウム光線の通じないテロチルスを倒した。
空中回転逆落とし
敵を正面から抱きかかえたままで空中に飛び上がり、高速回転とともに地上へ勢い良く叩きつける。遠心力を利用した大技で、第12話ではシュガロンに大ダメージを与えた。
ウルトラ回転足投げ
両足で敵の首を挟み込んで締め上げたのち、全身を回転させた勢いで敵を前方へ投げ飛ばす技。プルーマ戦やドラキュラス戦では逆立ちして体を反転させるタイプ、ササヒラー戦では肩に乗り、一回転して投げるタイプを披露した。
ウルトラかすみ斬り（ウルトラ霞斬り）
初代ウルトラマンと同じく、敵目掛けて走り、すれ違いざまに手刀を決める。第12話でシュガロンを倒した。
ウルトラ頭突き
上空へ空高く飛び上がり後方回転しながら敵の腹部に頭突きを入れる。
ウルトラ急降下戦法
敵を羽交い締めにして飛行し、最高速度で反転して急降下、敵を地面に叩きつける。
体当たり
突進してくる敵に対し、体を斜めにして全速力で駆け寄り、肩から全身を激突させて後方へ吹き飛ばす技。
フライングアタック
マッハ5のスピードで敵に向かって飛行し、全体重をかけながら体当たりする肉弾戦法。
ウルトラバリヤー
その場で高速回転することで全身から念力波の幕を発する技。第14話、第37話でシーゴラスが強大な念力で起こした大津波を静止させ、海に逆流させた。使用すると全エネルギーを著しく消耗してしまうため、多用は不可能である。
ナレーションでは「ウルトラバーリヤ」と呼称されており、それに準拠した記述の書籍もあるほか、また一部の関連書籍では、「ウルトラバーリア」との名称で解説されている。
ウルトラバリヤー
上記のウルトラバリヤーとは別の技。光の壁で攻撃を防ぐ。第31話でゼラン星人にコントロールされたウルトラブレスレットによるシャワー状の光線を防ぐも、続けて繰り出されたリング状の光のカッターに破られた。『ウルトラマンギンガS』にてウルトラマンギンガストリウムが使用するはこちらのタイプ。
ウルトラVバリヤー
両腕を体の前方で交差させて、敵の攻撃を撥ね返す。キングザウルス三世の光線やゴルバゴスの火球を防いだり、ゼットンやデスレムの火球を跳ね返すなど効果は大きい。
バリヤー光線
防御エネルギーを光線にして右手先から放射し、人間を守る。第30話で墜落したマットアロー1号を守った。
リバウンド光線
光の壁を発生させて、敵の攻撃を跳ね返す技。
ウルトラスピン
高速スピンして突風を巻き起こす技。第14話でシーゴラスが発生させた雷雲を吹き飛ばした。また、第32話ではキングマイマイ戦でも、糸を振り払うために使用している。
ウルトラドリル
全身をドリルのように高速回転させて地中を掘り進む。第8、50話で使用。
ウルトラスイム
オクスター戦で使用した、湖底や海底を高速潜行し、敵を追跡・攻撃する能力。
スパーク攻撃
敵とすれ違いざまに全身から光を放射し、敵にダメージを与える。第19話でサータンとの空中戦で使用。
ウルトラ十文字斬り（ウルトラ十文字切り）
第46話のレッドキラー戦で、奪ったブーメランを両手に構えて十文字に二度切りつけ相手を両断した。
ウルトラプロペラ
敵の頭上で体をプロペラのように横に高速回転飛行させて発生させた巨大竜巻で敵を吸い上げ、宇宙空間へ吹き飛ばして爆発させる。第28話でバリケーンを倒した。
スライスハンド
敵を頭上に放り上げ、続いて自分もジャンプしてすれ違いざまに鋭い手刀で首を切り落とす。第38話でスペシウム光線もブレスレットブーメランも通じないブラックキングの首を切断した。マンやセブンから伝授された技とされ、実際にそのシーンも撮影されていたが尺の都合でカットされた。
ウルトラスウィング
敵の尻尾や足をつかんで、何度も振り回し遠方へ放り投げる技。
ウルトラリフティング
両腕の怪力で怪獣を持ち上げ、そのまま一気に宇宙空間まで運ぶ技。体内に爆弾を打ち込まれたゴーストロンや、磁力をエネルギーとするマグネドンを地球外に運搬する際などに用いた。
ウルトラ投げ
初代ウルトラマンとウルトラセブンから伝授された。相手を抱えたままジャンプして大回転し、高空から勢い良く投げ飛ばして地面へ叩きつける。第38話でナックル星人に使用。
巴投げ
敵を掴んだまま地面に倒れ込み、腹部を蹴って投げ飛ばす。
背負い投げ
敵の首を掴んで肩に担ぎ上げ、背中から勢いよく投げて前方の地面に叩きつける技。
足ばさみ
敵の眼前でジャンプした後に敵の首や体を両脚で挟み込んで、強く締め付けねじ伏せる技。
首じめ
敵の背中に馬乗りになって、後ろから首を締め上げて大幅に戦闘力を低下させる技。
ウルトラハリケーン
最終回で使用。標的を担ぎ上げ、「ウルトラハリケーン」と叫び頭上で高速回転させながら空中へ放り投げる。光線技を吸収してしまうゼットンを倒すために編み出した。脚本にはなく現場処理で描かれた。

#### 他作品への出演時に見せる能力
ウルトラチャージ
Aにウルトラ4兄弟が自らの活動エネルギーをチャージする際に使用した技。
ダブル光線
『ウルトラマンタロウ』第34話では、テンペラー星人に向けてウルトラセブンのエメリウム光線と同時にスペシウム光線を発射して攻撃したものの、ダメージは与えられなかった。
『ウルトラマンメビウス&ウルトラ兄弟』では、宇宙空間でUキラーザウルスにスペシウム光線とAの放ったメタリウム光線を合流させて命中させ、地球へ落下させた。
必殺光線一斉発射
ウルトラ兄弟が必殺光線を同時に放つ技。
『ウルトラマンタロウ』第34話では、テンペラー星人の宇宙船にゾフィー、初代マン、セブン、Aらの光線と共にシネラマショットを放ち、大爆発させた。
映画『ウルトラ6兄弟VS怪獣軍団』では、ゾフィー、セブン、A、タロウらの光線と共にシネラマショットを放ち、ゴモラを攻撃した。
映画『ウルトラマンメビウス&ウルトラ兄弟』では、初代マン、ジャック、エースと合同で月面のUキラーザウルスに対して用い、一点に集中することで威力を増している。
映画『ウルトラマンゼロ THE MOVIE 超決戦!ベリアル銀河帝国』では、デルストの大群を倒した。
5兄弟リフター
『ウルトラマンタロウ』第34話において、ウルトラ5兄弟がテンペラー星人を空中に放り投げる際に使用する技。5兄弟で相手を持ち上げ、回転しながら空中に放り投げる。
クロスアタック
『ウルトラマンレオ』第34話において、ウルトラマンレオと同時にアシュランへ攻撃を仕掛ける技。
ダブルキック
『ウルトラマンレオ』第34話において、レオと同時にキックを放つ技。
3戦士トリプル光線
『ウルトラマンレオ』第38・39話において、ウルトラキーを盗んだババルウ星人が変身したにせアストラをかばうレオに対し、初代マンやエースと共に放った光線。全員が両腕をL字型に組み、右腕から発射している。
ファイナル・クロスシールド
劇場版『ウルトラマンメビウス&ウルトラ兄弟』において、初代マン、セブン、Aと共に、ヤプールの怨念を神戸港へ封印した技。ヤプールの四方を囲んだ4兄弟が、それぞれの両手から金色の光線を放ち、次にその光線をヤプールの頭上に集めた後、徐々に光線を下げていき、ヤプールを海に封印した。
エネルギー照射
劇場版『ウルトラマンメビウス&ウルトラ兄弟』において、ガッツ星人によって十字架に閉じ込められたウルトラマンメビウスを救出する際に使用した合体光線。初代マン、セブン、ジャック、Aが赤色の光線を放ち、十字架を破壊してメビウスを解放した。
合体光線
映画『大怪獣バトル ウルトラ銀河伝説 THE MOVIE』において、光の星のプラズマスパークを守るためにAやウルトラマン80とともにウルトラマンベリアルと戦った際、2人に呼びかけて用いた。横一列に並んで自らのスペシウム光線、Aのメタリウム光線、80のサクシウム光線を放ち融合させたものだが、ベリアルのギガバトルナイザーに跳ね返されてしまった。
ウルトラダブル
放映時の雑誌設定にある能力で、劇中未使用。エネルギーを一気に消費し、通常の2倍の身長80メートルに巨大化する能力。

### ウルトラブレスレット
第18話でベムスターに苦戦するウルトラマンが、ウルトラセブンから授かった万能武器。普段は腕輪としてウルトラマンの左手首に装着されているが、ウルトラマンの脳波に反応して様々なアイテムに変形する。スティック状のナイフ・ウルトラスパークをはじめ、ブーメランや槍などのさまざまな形態に変化させて使用する（個々の説明は後述）。使用時は左肘を曲げてブレスレットを示し、右手でこれを掴んで外す動作が続き、変形させたり直接投げ付ける。一度に複数の用途には使用できず、第20話ではウルトラマンがそのジレンマに苦しむ様子も描かれた。時には武器としてだけでなく、湖を丸ごと蒸発させたり、惑星を丸ごと爆破したり、バラバラにされたウルトラマンの体を復元させるなどの能力も見せている。どの機能であれ、役目を果たすとウルトラマンの意思に呼応するかのように手元に戻る。第31話ではゼラン星人にコントロールされてウルトラマンに襲いかかったが、ゼラン星人が倒されてその制御が解けると再びウルトラマンの左手に収まった。
第24話のキングストロン戦でウルトラブレスレットを外した直後に攻撃を受け地面に落としてしまう描写がある（後に拾い上げキングストロンに投げつける）。内山まもるの漫画版では、ベムスターにウルトラブレスレットを弾かれて地面に落とした際に必死に探す様子が見られた。
ウルトラマンが持つ最大最強の武器であり、『ウルトラマンA』第1話、第13話、第26話で他の兄弟が光線のポーズを取るのに対してウルトラブレスレットを外すポーズを取ったり、第14話でウルトラ4兄弟がエースキラーに各々の必殺技を奪われた際にも奪われたのはブレスレットだった。これらのシーンはブレスレットがウルトラマンの代表的な技であることを示している。その後の第2期ウルトラシリーズ客演時には『ウルトラマンA』第26話で地球に降り立ったシーンではブレスレットを装着しておらず、『ウルトラマンレオ』第34話でタロウブレスレットを装着していたなど装着の状況が一定していないが、これは本作品の撮影終了時にスーツアクターの菊池に撮影用の小道具が記念に贈られ、以降の撮影には使用されなくなったためで、ウルトラブレスレットを武器にするという設定自体は変わっていない。『ウルトラマンメビウス』の劇場版でも使用され、それ以降の劇場版で毎回使っている。また、PlayStation Portable専用ソフト『ウルトラマン Fighting Evolution 0』のストーリーモードのジャック編のプロローグにて「警備隊1のブレスレットの使い手」と解説されている。『大怪獣バトル ウルトラ銀河伝説 THE MOVIE』では他の光の国の宇宙警備隊隊員も量産型を標準装備していることが描写された。
- 本作品は視聴率が伸び悩み、さまざまな強化策が打ち出された。ウルトラブレスレットはその強化策の一つである[17]。プロデューサーの橋本洋二は、「苦心の末に怪獣に打ち勝つ」という本来のテーマから外れるので当初は躊躇していたが、「ウルトラマンが弱すぎる」という意見から採用に踏み切った[77]。
- 発射ポーズは空手の型から取っており、実際にはブレスレットは外れないため、右手で構えた左手を隠し、投げつけるときは下に下げ、映像では投げた方の手に合成が入ることから、視聴者の視線はそちらへ集中するようになっている[78]。

ウルトラスパーク
スティック状の武器。ウルトラセブンからウルトラマンにウルトラブレスレットが授与された際は、この形態だった。白熱化して飛び、敵を切り裂く。ウルトラセブンのアイスラッガーと互角か、それ以上の威力とされる。最も多用された最強の武器で、手に持ってナイフとしても使える。ビルガモ戦では、3つに分裂させたウルトラスパーク3段斬りを使用した。また、ブレスレットがゼラン星人にコントロールされた時も、数発のウルトラスパークに分裂したことがある。映画『ウルトラマンメビウス&ウルトラ兄弟』でも使用し、一本が超獣数体分の力を持っているUキラーザウルス・ネオの触手を切り裂いた。また、『大決戦!超ウルトラ8兄弟』では手に持って使用。ギガキマイラのキングシルバゴンの頭を斬り付けた。
ウルトラランス
ウルトラスパークの尖った柄を伸ばした槍。第29話でヤドカリンに投擲し、串刺しにした。また、『大怪獣バトル ウルトラ銀河伝説 THE MOVIE』に登場した宇宙警備隊隊員もこれを武器にしており、ウルトラマンジャック本人もウルトラマンベリアルに対して使用した。
ウルトラクロス
柄の先端に十字架がついた槍。ドラキュラスやバット星人に投擲し、突き倒した。使用回数はウルトラランスよりも多い。撮影用の小道具は後にレッドマンのレッドアローとして流用された。
ウルトラディフェンダー
盾状に変形させたもの。第40話でスノーゴンの冷凍ガスを吸収、反転させた。
ブレスレットボム
ブレスレットを敵に呑み込ませて、体内で爆発させる。キングマイマイとロボネズを倒した。
ウルトラ火輪
高熱火球に変形させたもの。炎の輪を作り出して敵の周囲に降り注ぎ、焼き尽くす。第39話でバルダック星人を倒した。
変光ミラー（ブレスレット偏光ミラー）
丸い鏡に変形させたもの。第42話で太陽光線の歪みを修正し、パラゴンが発生させる蜃気楼を消し去った。
ブレスレットニードル
ニードル（針）という名称だが、フェンシング剣状に変形させたもの。第23話で使用し、バキューモンを体内から切り裂いて倒した。
ブレスレットムチ
鞭状に変形させたもの。第46話でレッドキラーのブーメランを搦め取った。
バリヤーボール
球状バリヤーに変形させたもの。第25話で使用し、空中に放り出された南隊員と六助少年を助け出した。
ブレスレットブーメラン
ブーメラン状に変形させたもの。第37話でブラックキングに使用したが、弾かれた。
ウルトラスーパー光線
ウルトラスパークから放射するエネルギー光線。第19話で使用し、サータンを倒した。
磁力封じ能力
第20話でマグネドンの磁力に捕らえられた際に使用した能力。ブレスレットから黄色い渦巻状の光線を放ち、敵の磁力を無力化した。
反重力光線
第20話でマグネドンを宇宙へ運ぶために使用した能力。ブレスレットから緑の渦巻状の光線を放射し、マグネドンを空中に浮かび上がらせてから、ウルトラリフティングで宇宙へ運んだ。
ダムせき止め能力
第20話でマグネドンの体当たりで崩壊したダムに投げつけ、流出する水をせき止めた。その後、ブレスレットを回収すると再び水が流出した。
エネルギー再生能力
第21話でビーコンとの戦いで倒れたウルトラマンに吸収した太陽光線を転換したエネルギーを漲らせて復活させた。
ウルトラ再生パワー
第40話のスノーゴン戦でバラバラにされた体を再生する能力。
ブレスレットチョップ
ブレスレットの力で破壊力が強化された左手チョップ。第27話でグロンケンの腕を切り落としたほか、第30話でオクスターを怯ませた。
ウルトラショット
ブレスレットから放つ光線。2種類あり、1つはオクスターを痺れさせた電撃光線。もう1つはオクスターの死体を白骨化させた光線。
水蒸発能力
第30話のオクスター戦で使用。ブレスレットの力で高熱波を放射し、沼の水を蒸発させた。戦闘終了後、蒸発した水は豪雨となって降ってきた。
スパーク電撃
ウルトラスパークを敵にぶつけ、強力電撃を放射する。第21話ではビーコンを倒した。また、第26話ではスペシウム光線の効かないノコギリンを昏倒させるほどのダメージを与えた。
ウルトラ発光
ブレスレットから放射する光線で、敵の体内メカを狂わせる。第41話で使用し、ビルガモにダメージを与えた。
ブレスレット反射能力
敵の光線をブレスレットに当てて撥ね返す。第41話でビルガモの光線を撥ね返した。
ウルトラ閃光
ブレスレットから強烈な閃光を放射する。第36話で使用し、光に弱いドラキュラスを怯ませた。
縮小能力
ヤメタランスのなまけエネルギーを吸収して、元の小さな怪獣に戻した。
惑星を破壊する能力
ウルトラスパークでバルダック星人の円盤群を破壊した後、エネルギーを放出して巨大な光弾になり、バルダック星を破壊した。
ゼラン星人にコントロールされた際の能力
第31話でゼラン星人にコントロールされた際は、光の渦巻からの針状光線、光の鎖、くの字型の無数の光の刃となって、ジャックに襲い掛かった。

### デザイン・造形

ウルトラマンジャックアーチ（東京都世田谷区砧）

美術スタッフの高橋昭彦によるものとされるが、高橋本人は否定している。また、現存するデザイン画は、かつて『別冊てれびくん (1)ウルトラマン』（小学館）や『ウルトラマン白書』で「池谷仙克の筆による」と紹介されたこともあり、高橋は前述のインタビューで「池谷の画だと思う」と語っているも、池谷は否定している。
最初期のデザインは前述のように初代ウルトラマンが帰ってくる予定であったため、ボディのラインの形状は初代マンと同様であったが、マーチャンダイジングを考慮して、当時の円谷プロ営業課長だった末安正博が、初代ウルトラマンの商品化用三面図の赤い部分の縁に細い線を描き加えてデザイン画として高橋昭彦が完成させたという。最初のスーツはこのデザインに基づいて制作され、撮影も進行していた。しかし、マーチャンダイジング的に弱いという判断から本作品の商品化権を取得したブルマァクの要望によりキャラクターを初代マンと明確に差別化する必要に迫られて末安によって首のライン処理や両太腿のラインの角度を変更したデザインが描かれ、すでに撮影済みだった第1話の登場シーンも再撮影された。
基本的に初代マンに準じた形状だが、身体の赤い模様を二重線で縁取っており、首から胸元と腰から膝までの模様が異なるのが大きな特徴である。また、銀色の質感も光沢のあるものであった。中盤以降は、一部の赤い部分のラインの切れ込みパターンを変更しているほか、後頭部から背中にかけてのヒレの部分が大きくなる。
マスクは初代マンのCタイプから原型を取り、開米プロダクションとヒルマモデルクラフトが製作した。商品化登録用の撮影の際に目の取り付け角などが変更され、初代マンやそれに準じた最初のスーツよりわずかに吊り目となっている。目はヒートプレスした塩ビで作られ、目の裏側に透明エポキシ樹脂によって玉模様に点付けして凹凸を作っている。目の位置や目の角度、のぞき穴の位置などが異なるタイプのものが複数存在する。後頭部は番組開始当初では赤色で塗装されているが、番組後半では銀色で塗装されていることもあった。そのほか、スーツの個体差に由来する太腿のラインの切れ込み方や首元のライン取りの差異は多い。特に、『ウルトラマンタロウ』第52話に客演した際には本作品で銀一色だった手袋が赤一色に変更されたため、後頭部と併せてオリジナルとは異質な姿となっていた。
手足の継ぎ目を隠していた初代マンと異なり、手袋とブーツのすそが明確に露出している。これは撮影時のスーツの着脱の容易さを考慮したもので、『ウルトラセブン』撮影時の経験を生かしたものである。ブーツと手袋のファスナーの部分は、デザイン画の時点から赤いラインが入っている。中期から、左腕にウルトラブレスレットを装着する。
飛び人形は大サイズと小サイズはヒルマモデルクラフトの比留間伸志、中サイズは人形工房が製作を担当。原型はバルサの削り出しで、型を石膏でとってFRPで仕上げている。カラータイマーと目には電飾が入っている。スーツの再現ではなく、筋肉隆々にするなどのカリカチュアライズをしているのが特徴であり、従来に比べて胸板もかなり厚くなっている。基本的にはロングショット用だが、第28話のバリケーン戦のようにアップで使用されることもある。離れ目であることから、顔はあまり似ていない。大サイズは3個スペアが作られており、そのうちのいくつかが東宝に渡り、東宝特美でもスペアが作られている。東宝に渡った飛び人形は、ウルトラマンエースやウルトラマンタロウの飛び人形に改造されている。『ウルトラマンA』客演時の飛び人形は発泡スチロールによる新規造形。
『ウルトラマンA』の第26・27話に客演した際にはブロンズ像となった状態を表現するためにラメ入りの水性塗料が全身に塗られたことから、その際に使用したスーツは再利用が不可能と判断され、裁断されて廃棄された。
『ウルトラマンタロウ』第52話客演時のみ手袋やブーツが赤色になっており、これは仮面ライダー新2号を意識したものである。また、『ウルトラマンタロウ』第33・34話や第52話では、胸の模様が本作品の第1話撮影時のNGに近い形状になっていた。
1987年春から同年夏にかけ、明星食品のカップ麺『チャルメラ』のCMにサラリーマン姿のウルトラマンが登場した。設定上は初代ウルトラマンであるが、赤い首回りにワイシャツ姿は似合わないため、首回りが銀色であるウルトラマンジャックのスーツが使用されている。
2022年時点では4クール目に新調され、最終話まで使用されたスーツが現存しており、2021年に開催された『庵野秀明展』にて展示された。

### 他作品での活躍
客演回数はセブンの次に多い。『ウルトラマンメビウス』以降の作品では、ウルトラ兄弟のなかでも伝説的存在である「ウルトラ6兄弟」の1人にカウントされている。
『ウルトラマンA』
第1話、第13・14話、第26・27話に登場。
第10話は本作品の後日譚となっており、団時朗演じる「にせ郷秀樹」（アンチラ星人）が登場している。
『ウルトラマンタロウ』
第1話、第25話、第33・34話、第40話、第52話に登場し、第52話では単独客演。第29話と第40話では本作品のライブラリ映像が使用されている。
『ウルトラマンレオ』
第34話、第38・39話に登場し、第34話では単独客演。第34話の予告や冒頭のナレーション（回想シーン）では「ウルトラ5番目の兄弟」と紹介されている（正しくは4番目）。
映画『新世紀ウルトラマン伝説』
他のウルトラ戦士とともに天空魔と戦った。
映画『新世紀2003ウルトラマン伝説 THE KING'S JUBILEE』
他のウルトラ戦士とともにウルトラマンキングの誕生日を祝福する。
『ウルトラマンメビウス』
第1話（イメージのみ）、第45話、第50話、劇場版、OV『ウルトラマンメビウス外伝 ゴーストリバース』STAGE.1に登場し、第45話では単独客演。
劇場版では、初代ウルトラマン、セブン、Aとともに、Uキラーザウルスを死闘の末に封印する。以後、郷の姿になって神戸市内のサーキットで後進レーサーを目指す少年たちの指導を行い、坂田とともに追っていた夢を彼らに託している。ジャケットの胸にMATのエンブレムを付けている。ヒビノ・ミライ（メビウス）に「心を狙った卑劣な罠に気を付けること」を諭した。なお、エンドロールでは「帰ってきたウルトラマン」とクレジットされている。
第45話では、暗黒四天王第2の刺客・デスレムの策略によって人間不信になりかけたミライに対し、かつて自分が目の当たりにしたことを踏まえ、人間の心の光と闇の両方を知らなければ人間は愛せないと説いた。メビウスとともにデスレムを倒した後、捕らわれていたGUYSクルーを救出した。デスレム出現時には、初めて本名である「ジャック」の名で呼ばれている。
第50話では、エンペラ星人の力によって黒点に覆い尽くされた太陽に対し、件の3人やウルトラマンタロウ、ウルトラマンレオとアストラ、ウルトラマン80と協力して各自の光線を放ち、黒点を消滅させる。
『ゴーストリバース』では、ウルトラマンヒカリからのウルトラサインを見て、Aやタロウが怪獣墓場に向かうのを見届けた。
映画『大決戦!超ウルトラ8兄弟』
この世界における郷は、何事もなくアキと結婚して彼女との間にメグという娘を儲け、アキとともに自動車整備工場「坂田自動車修理工場」を経営している（坂田は若くして他界しており、遺影が飾られている）。しかし、クライマックスで人々の声援によって元の世界の自分と記憶が同化してジャックに変身する。
- スーツは『ウルトラマンメビウス&ウルトラ兄弟』で制作されたものと同一。

映画『大怪獣バトル ウルトラ銀河伝説 THE MOVIE』
Aや80とともにウルトラマンベリアルに立ちむかうが、敗北してそのまま光の国の凍結に巻き込まれてしまう。その後、ウルトラマンゼロがベリアルを倒してプラズマスパークのエネルギーコアを取り戻したことにより復活する。
映画『ウルトラマンゼロ THE MOVIE 超決戦!ベリアル銀河帝国』
アナザースペースへ旅立つゼロに他のウルトラ戦士とともにエネルギーを与えた後、光の国を襲撃したダークロプス軍団を迎え撃つ。
映画『ウルトラマンサーガ』
件の3人やレオとともにゼロの身を案じたほか、本編からカットされたシーンではバット星人が作りだした怪獣兵器と闘った。また、謎の円盤の動きを察知していた描写も存在する。
『ウルトラマンギンガS』
本人は登場していないが、ウルトラマンギンガストリウムの用いるウルトラ6兄弟の力のうち2つに、ジャックの技（ウルトラショットとウルトラバーリア）とイメージが登場。ウルトラショットでサドラ（SD）を倒し、ファイブキング（SDU）戦では超コッヴの部位を破壊した。ウルトラバーリアは、ギンガに変身前でも使える唯一の技となっている。
『ウルトラマンオーブ』
テレビシリーズには直接登場していないが、かつてマガジャッパを封印していた。ジャックのフュージョンカードは、第3話でマガジャッパが倒されると同時にクレナイ・ガイの手に渡った。第5話以降、オーブがハリケーンスラッシュに変身する時にイメージとして登場。第25話ではフュージョンカードの絵柄が実体化した。
『ウルトラファイトオーブ 親子の力、おかりします!』
レイバトスに召喚された亡霊怪獣軍団に苦戦するゼロを救援するため、セブンやゾフィーとともに駆けつける。自身はグドンとツインテールと戦って勝利した他、オーブがセブンとゼロによる特訓を受けている間にはゾフィーとともにタイラントを足止めする。
『ウルトラマンジード』
第1話に登場。他のウルトラ兄弟やゼロ、宇宙警備隊訓練生とともにベリアルと戦った。
この他、ウルトラマンジード ロイヤルメガマスターが第17話でブラザーズシールド、第18話でランススパークを使用した際にそれぞれ、イメージとして登場。
『ウルトラギャラクシーファイト ニュージェネレーションヒーローズ』
件の3人やタロウ、ゾフィーとともに登場。台詞は発していない。
『ウルトラギャラクシーファイト 運命の衝突』
声は三木眞一郎。

### 本作品以降に登場する形態
- グリッターバージョン
- 他のウルトラ戦士との合体
  - スーパーウルトラマン
  - メビウスインフィニティー

### 関連する能力を持つ戦士
ウルトラマンギンガストリウム
ジャックの能力を使用可能。
ウルトラマンオーブ ハリケーンスラッシュ
ウルトラマンジード テトライトクロス

## 主な登場人物

### MAT隊員
郷 秀樹（）
本作品の主人公で、年齢23歳。坂田自動車修理工場に勤務しながら、カーレーサーを目指していた。坂田の設計・開発中のレーシングマシン「流星号」のレーサーとして、その完成を目前に控えていた。甘党でおはぎが好物。趣味はギター。台東区浅草在住。
タッコング襲来時に逃げ遅れた少年と愛犬を救おうとして命を落とすが、正義感と勇敢さに感化されたウルトラマンの精神体が一体化したことで命を共有して復活し、人類の自由と幸福を脅かす敵と戦う決意を胸にMATに入隊した。ヘルメットの番号は「6」。
少年時代から運動神経に恵まれたが、ウルトラマンと一体化したことで能力が増幅されている。第2話では、剣道や射撃、柔道といった先輩隊員たちの得意種目でも初心者ながら勝利するという成績を打ち出した。しかし、その超人的な能力に思い上がって自らピンチを招くこともあり、常人の数倍の超感覚や超視力を身に付けたことで遠方の敵の声を感知したり、宇宙空間を飛行する物体を視認できることが仇となり、事件の有無を巡って他の隊員との対立を起こすことも度々あった。だが、人間的に成長するにつれチームに融和し、他の隊員とも打ち解けるようになる。
家族に関しては、13歳の時に父が登山中の遭難事故で死亡したことが第3話で語られた。母親に関しては、故郷に残して上京し、レースで優勝したら母親に楽をさせることを夢見ていたことが第1話で語られたが、第33話での伊吹隊長との会話内にて郷が天涯孤独であることが明らかになったことから、母親も亡くなったことが窺える。
坂田家とは家族同然の付き合いであり、坂田健を兄のように慕い、坂田アキとは恋人同士、坂田次郎のことも弟のように可愛がっている。MAT入隊後も休暇の際は坂田自動車修理工場で流星2号の設計・製作をともに進めていた。第34話で幼馴染みの水野一郎と再会するも、悲劇を防げなかった。
第37・38話で坂田兄妹の死後、残された次郎を引き取って同居を始め、第41話で次郎の兄代わりになろうとした。
第51話でバット星人とゼットン（二代目）を倒した後、次郎に「ウルトラ5つの誓い」を残し、ウルトラの星の危機を救うべく、ウルトラマンとしてウルトラの星に旅立っていった。
ウルトラマンと一体化したまま地球を去ったため、『ウルトラマンタロウ』第33・34話と第52話、『ウルトラマンレオ』第34話、『ウルトラマンメビウス』の劇場版と第45話、映画『ウルトラマンサーガ』でも、ウルトラマンの人間体として姿を見せている。東光太郎 / ウルトラマンタロウやヒビノ・ミライ / ウルトラマンメビウスに自分の経験から得たアドバイスを送っている。
だが、MATの仲間たちには自分の無事と正体を告げていないため、ゼットン（二代目）戦で殉職扱いになっていることが次作『ウルトラマンA』第10話で語られる。
加藤 勝一郎（）
年齢38歳。元は陸上自衛隊の一佐でMAT日本支部の初代隊長。ヘルメットの番号は「1」。
郷秀樹の勇気ある行動と生命力に感銘を受け、MATへの入隊を薦めた。普段は温厚な性格だが、任務に対する責任感が強く、規律や命令違反には厳しい。上層部の岸田長官からの強引な命令に対し、押して忍ぶ態度でよりよい解決策を進言し、第3話で部下同士の対立を解決するために単身で危険地帯に調査に赴くなど、外柔内剛の部下思いの上司。
息子と兄の存在が設定されており、兄は鉄道会社の社長で、劇中にはその息子である甥が登場した。
第22話でMATステーションに転任した。
加藤転任の経緯は上述の「#隊長の交代」の項を参照。
伊吹 竜（）
年齢45歳。MAT日本支部の2代目隊長。ヘルメットの番号は「1」。
加藤のニューヨーク本部勤務時代の上官で、彼がMATステーションへ転任となった後、ニューヨーク本部から転任して来た。加藤と比べてやや激情家で、任務遂行時には厳しく声を荒らげることもあるが、人間としての根は優しい。実家に妻の葉子と一人娘の美奈子がいるが、MAT隊長の家族であるがゆえに宇宙人の陰謀に巻き込まれることが多い。劇中では何らかの理由で郷がウルトラマンと同一人物であることに気づいていた可能性があるような行動も見せている。
パイロットとしても優れ、初登場である対ゴキネズラ戦でその腕前を見せ、右腕を怪我してウルトラブレスレットを使えないウルトラマンを援護したほか、『ウルトラマンメビウス』でも「名うての戦闘機乗りで華麗なアクロバット飛行でウルトラマンのピンチを何度も救った」と語られている。一方でゼラン星人の怪光線を避け射殺したり、等身大のバット星人に肉弾戦を挑んだりなど、白兵戦にも秀でていた。
南 猛（）
年齢25歳。長野県出身、MAT日本支部の副隊長格。柔道5段で、マットガンの名手。ヘルメットの番号は「2」。
心優しい性格でチームワークを重視し、MAT入隊当初の郷秀樹の面倒をよく見ていた。独断で物事を判断せず、他の隊員の意見をバランスよく聞こうとしていた。少年時代には「じゃみっ子」と呼ばれたいじめられっ子だったらしく、いじめられている子供を見ると我慢できない面もある。
ドラマの設定では、オリンピックの射撃競技の金メダリストとなっている。
岸田 文夫（）
年齢25歳。兵器開発を得意とする。ヘルメットの番号は「3」。
射撃の名手で、プライドが高く、少々短気なところもある。正義感と責任感が強いが、十分な調査もせずにツインテールの卵を岩だと判断するなど、独断で重大な決定を下し失敗する例も見られる。当初はなにかと郷と意見や感情が対立し、郷が謹慎処分になるほど重大な結果になることも多かった。しかし、第11話で郷に助けられたことを契機として次第に打ち解け、プライベートを話題にしたり冗談を言い合うような仲になっていった。
軍人の家系の生まれで、両親と兄との4人家族。父は旧日本陸軍で毒ガス・イエローガスの製造をしていたが、そのことを知った兄は自殺している。
第44話で遠距離レーダーの設計に携わり、その時期に事件で知り合った女性・広田あかねと愛し合い、結婚を考えた交際をするが、悲劇的な結末を迎える。
地球防衛庁長官を務める叔父がいる。
上野 一平（）
年齢23歳。若く、直情型の熱血漢でMATのムードメーカー的存在。ヘルメットの番号は「4」。
戦闘中の様々な局面において、感情をストレートに出している。MATに命を懸けるという一方で、喉が渇いたからとパトロールを打ち切って基地へ帰還するなど、南・岸田両隊員とは対照的に気分屋の一面を感じさせる場面もある。同い年の郷と仲が良く、当初は郷の意見を「ばかばかしい」と一蹴する態度も見られたが、チームで孤立した郷をかばうことも多かった。
迷信やカードを用いた占星術を信じる一面もある。
天涯孤独の身で親兄弟はいないが、地底科学の権威である小泉博士に助けられた恩があり、彼を父のように慕っている。第50話では博士殺害の嫌疑をかけられるが、郷たちに潔白を証明される。博士の娘のチドリは幼馴染みであり、彼女のことは「ちーちゃん」と呼ぶ。
丘 ユリ子（）
年齢20歳。MAT日本支部の紅一点で、ヘルメットの番号は「5」。
主にオペレーターを担当するが、作戦会議では独自の優れた視点で状況打開の突破口となるヒントやアイデアをしばしば提示する。第2話での紹介によると剣道四段の腕前で、実戦でも男性隊員には劣らない。特に第38話で郷を除いた全隊員が洗脳された際にもたった1人で耐え、男性隊員と格闘して打ち伏せたうえ、郷と2人で隊員たちの洗脳を解いたことでもその実力は窺える。
第47話ではフェミゴンの憑依から解かれた際に見せた表情に普通の女性と変わらない一面も垣間見えた。髪型は初期は長い黒髪だったが、第5話以降は茶色の短髪に変更されている。
第47話で母親が登場している。また、ニュースキャスターの父親が設定されているが、劇中には未登場。

### 坂田家
坂田 健（）
郷が働いていた坂田自動車修理工場の経営者にして、坂田兄弟の長兄。28歳。元は一流のレーサーだったが、5年前のレースでゴールを目前にスピンして脚を負傷し、脚が不自由になったため、レーサーを引退。以降は杖をつくようになり、職も技術者に転向した。郷にとっては最大の理解者で同時に後見人でもある。パイプを愛用している。
MATから一目置かれる有能な技術者であり、マットビハイクルの改良も行っている。オリジナルのレーシングマシン、流星号を完成させるが、郷が一度亡くなった際に手向けとして燃やした。その後、復活した郷と共に流星2号の製作を行うようになる。
母親は戦争時代、疎開はせず、まだ3歳だった健を連れて、庭の防空壕に身を潜めていたことが、第6話で語られた。
第37話にてナックル星人に誘拐されかけたアキを救おうと立ち向かうも、轢き殺されてしまった。第38話では回想シーンに登場し、第41話では声のみでの登場。
映画『大決戦!超ウルトラ8兄弟』では、遺影写真という形で客演している。
坂田 アキ（）
坂田健の妹で、郷とは周囲も公認の恋人。18歳。自宅付近の洋品店に勤めている。第1話では胸にロザリオを下げており、郷が一度亡くなった際には、郷との別れを込めて、彼の遺体の上にロザリオを置いた。
シーゴラスを「女性のピンチを救ってくれるのは怪獣ながら頼もしい」と評するなど、勇敢な男性を好むような傾向がある。
第5・6話ではツインテールの卵が巨大化した際の落盤に巻き込まれて意識不明の重傷を負い、第26話ではノコギリン騒動に巻き込まれるなど、受難続きであった。
第37話でナックル星人の車に拉致された後、引きずられて重傷を負い、病院で郷に宇宙人の仕業と伝えて死亡。第38話では回想シーンに登場。
『大決戦!超ウルトラ8兄弟』におけるパラレルワールドでは郷と結婚し、メグという一人娘を儲けているが、ここでも人助けをした直後に怪獣災害に巻き込まれている。
- アキ役の榊原は、郷役の団とは30センチほど身長差があったため、二人並ぶシーンではみかん箱の上に乗って演技をしていたという。

坂田 次郎（）
坂田兄弟の末っ子で小学5年生の11歳。現代っ子の側面も持っている。郷を兄のように慕っており、それもあってMATを応援し、将来はMAT入隊を夢見ている。
第19話、第29話、第30話では怪獣事件に巻き込まれている。
第37・38話で兄と姉をナックル星人に殺された後、郷に引き取られる。第51話では郷がウルトラマンであることを知り、地球を去っていく郷を「ウルトラ5つの誓い」を叫びながら送り出した。その後、『ウルトラマンA』第10話にゲスト出演している。
『ウルトラマンメビウス』には登場はしないが、友人のセリザワ・カズヤに「ウルトラ5つの誓い」を伝えた人物と設定されている。また、『ウルトラマンメビウス』の小説版『ウルトラマンメビウス アンデレスホリゾント』では、ハルサキ・カナタを教えたGUYS専科の教授として名前のみ登場。航空力学の権威となっており、GUYSが保有する戦闘機やメテオールの実用化に貢献していたことが語られている。
- 『大決戦!超ウルトラ8兄弟』以前に企画された『ウルトラマンメビウス&ウルトラ兄弟2』では当初、登場が予定されていたが、同映画におけるパラレルワールドでは存在が確認されていない。

### その他
岸田（）長官
岸田隊員の叔父で、MATの上部組織と言える地球防衛庁の長官。MATに解散を命じることも可能な強い権限を持つ。
佐竹（）参謀
第5話で初登場。第6話の劇中では佐川（）参謀と呼ばれ、その後も第20話の脚本では岸田長官（劇中での呼称なし）、さらに第50話の脚本では「副参謀」（劇中での呼称なし）と一貫性がなく、本編および脚本で「佐竹参謀」の名前が確認できるのは第11話だけである。
岸田長官を補佐し、MATと地球防衛庁とのパイプ役を務めている。怪獣を東京ごと抹殺するスパイナー作戦を提案したり、MATの解散をほのめかしたりと、現場と対立する役割は岸田長官と同じだが、対立するばかりではなく共同歩調を取っている場面も見られる。
- 演じた佐原健二は、自身が『ウルトラQ』で演じた万城目淳をいつまでも引きずりたくないという思いから、厳しい参謀役にしたと述べている。

近藤 勝（）班長
第9話に登場。整備班の班長で、マットアローなどの機体の整備を行う。
梶（）キャプテン
第18話に登場。MATステーションのキャプテンで、加藤隊長の大学時代からの友人。部下と共にステーションごと、ベムスターに襲撃され、殉職した。地上には翌月に出産を控えた妻がいた。
村野 ルミ子（）
第38話から登場。郷と同じマンションに住んでおり、彼の隣の部屋に住む女子大生。亡くなったアキに代わり、郷および次郎の心の支えとなった。父親は外国航路の船長で世界中を航海しており、母親と2人暮らし。郷に好意を寄せていたようで、第51話で郷と結婚式を挙げる夢を見ている。
『ウルトラマンA』第10話に次郎とともにゲスト出演している。

## MAT
MAT（）とは Monster Attack Team すなわち「怪獣攻撃隊」であり、対怪獣戦や怪事件調査、侵略者からの防衛を主任務とする。国際連合機構の地球防衛庁に所属する特殊部隊で、本部はニューヨークに置かれ、世界各国に支部がある。また、宇宙ステーションも保有している。コールサインは「マットJ」。
一般市民が町で隊員服を見かけてMATの活動を察知したり、子供たちが街中でマットビハイクルに群がったり、隊員と直接面識のない人物（第27話の沢村忠）からもMAT隊員として声をかけられたりするなど、MATの活動内容はかなりオープンになっている。
しかし、その一方で軍内部では組織的に弱い立場であるらしく、常にMATのことを快く思わない上層部や世論から解散の圧力をかけられることもたびたびあった。
次作『ウルトラマンA』第10話ではMATのファイルの存在が語られている。

### 日本支部の隊員
実動部隊と後方支援部隊（通信・整備）からなり、少数精鋭主義を取っているため、隊員数は少ない。また実動部隊のヘルメットには額部分に番号が書かれている（1番が隊長）。

### 日本支部基地
MAT日本支部は東京湾の海底に位置する。内部には隊員たちが勤務する司令室を中心に、隊員たちのアパートや病院などの居住施設、訓練場、ライドメカの格納庫や整備場、整備場管制室が設けられ、アローやジャイロの発進サイロは地上部に設置されており、チューブ状の通路によって往来。
MATの司令室は基本レイアウトとして周囲に長官席や各種コンソールルーム、出入り口などが等分に配されている。また、前期、中期、後期に区別されており、前期は第1 - 4話、中期は第5 - 36話までのモスグリーンの色で統一されたデザインで、後期は第37話から第51話のホワイトグレーの色で統一されたデザインに変更され、計器類・出入り口通路などのレイアウトと細部も同時に変更された。
他に海岸沿いの灯台や岬の崖にカモフラージュされた地上発進口や書類管理や事務処理用の専門部署（中央区神田錦町二丁目・架空の場所）、レーダー基地がある。
最終回で、隊員たちが出撃した隙を突かれ、バット星人に基地の原子炉を破壊され、ほとんどの施設の機能が麻痺してしまった。
- デザインは井口昭彦が担当[115]。司令室は東宝スタジオのNo.1ステージにて第4話まで撮影され、第5話以降は東京映画や東京美術センターで撮影された[114]。

### 装備
MATは数々の特殊装備を持ち、状況に応じて使っている。

#### 隊員服
実動部隊の隊員服は赤に寄った強いオレンジ色が基調色で、胸に黒いV字型の模様が入るシンプルなデザイン。この部分は伊吹隊長のみ袖と胸のラインの上に細い線が入る。高い耐熱、耐寒、耐久性を持つ。
- 当初、池谷によって描かれたデザインは不使用となったが、後に『ファイヤーマン』のSAFの隊員服に流用され、高橋昭彦のデザインが採用された[119][118]。
- 化学繊維で出来ており、「夏は涼しく冬は暖かい」という設定だが、汗を通さないため夏は暑く、冬は薄手であることから寒く、オールシーズンに適合しないユニフォームであったという[120]。

#### 銃器類・特殊装備
MATヘルメット
怪獣に噛まれても砕けないほどの強度で、毒ガスなどの有害物質を完全に遮断する防護バイザーが付いており、左横には高性能通信機が内蔵されており、使用時にはマイクを伸ばす。
- 撮影で使用されたものは、後に『ファイヤーマン』のSAFヘルメットに改造された。

MATバックル
医薬品や高性能爆薬が裏側に収納されている。
マットシュート
全隊員が常時携行し、カートリッジの交換で通常弾や光線、熱線も発射できる万能拳銃。巨大怪獣にとどめを刺すほどの威力はないが、怪獣や宇宙人への牽制やウルトラマンの援護などで威力を発揮した。拳銃としてはカートリッジレス弾を使っており、排莢は行わない。ゼラン星人、ズール星人を倒した。初期では熱線銃の使用が目立ったが、以降は通常弾の使用場面ばかりになっていく。
- 通常弾と熱線で撮影用プロップが異なっており、銃口部付近の形状が異なっている。資料によっては、「Aタイプ」「Bタイプ」と区別している。Aタイプはパルサ製、Bタイプは金属製となっている。

マットガン
スリングベルトが付いたサブマシンガンほどの大きさの小型軽量の対怪獣用特殊連発銃で、弾は曳光弾が用いられる。やはり怪獣相手の殺傷力は低い。一度に数百発の弾丸を発射するが、子供でも扱えるほど反動が少ない。
- 造形物はM3サブマシンガンの撮影用プロップを銀色に塗装し、銃身を外して新たに短く太い砲身状の「銃身」をつけたもの。

レーザーガンSP-70
シーゴラスとシーモンスの角を破壊するために開発されたレーザーガン。シーゴラスの角を破壊した。その後、マグネドン、オクスター、パラゴンなど他の怪獣の攻撃時にも使用されるようになった。クプクプを処分する際にも使われたが、それがキングストロン出現の遠因となった。
スペースレーザーガン
岸田隊員が開発した新型レーザーガン。ノコギリンの処分に使われたが、逆にエネルギーを吸収されて巨大化させてしまった。
マットバズーカ
市街戦や野戦などで用いられる一般軍事用のバズーカ砲と同じ外見の地上攻撃用の主力武器。主に岸田が使用した。対ツインテール戦ではマットジープで至近距離まで接近して目を攻撃することで大きな成果を挙げ、第29話で専用弾丸のP弾が登場した。
スーパーカノン
原爆と同じ威力があるが、一切放射能は出さないという新型レーザー銃。レッドキラーに使って一度は撃退したが、これは敵の罠で二度目は効かなかった。
MN爆弾
第5、6話に登場し、マットアロー1号に搭載された強力爆弾で、通常弾を上回る威力で地球防衛庁内での信頼度も高いが、グドンの厚い鎧状の表皮には無効だった。巨大化したツインテールの卵の破壊にも適用が検討されたが、孵化したことで以降の使用は見送られた。
スパイナー
第6話でセリフでのみ言及される超高性能爆薬で、一発で小型水爆並の威力がある。地球防衛庁の岸田長官がグドンとツインテールの殲滅のために東京都下での使用を決定して都民を緊急避難させたが、MATの進言で使用は一時保留となり、グドンとツインテールが結果的に撃滅されて使われなかった。『ウルトラセブン』第28話にも同名の爆薬が登場した。
モンスターソナー
ニューヨーク国連本部のMAT技術局が新開発した怪獣探知機で、第9話に登場した。また第21話で、郷がほぼ同型の装置を背負ってアマチュア無線の電波発信元を探索する場面がある。
赤外線装置付カメラ
第19話で透明化したサータンを探知するために使用した特殊装備。
アンチ・マグネチック装置
第20話に登場した強力な磁力を跳ね返す装置で、マグネドンに対して使用した。
通信機
MATヘルメットを着用しない時に使用する小型の高性能通信機。使用時にはアンテナを伸ばす。
サターンZ
MATが開発したミサイル用液化火薬。1滴でタンカーを破壊し、タバコの箱ほどの量で富士山を吹き飛ばす。ニトログリセリンの6千倍の威力で放射能も出ないため、ダム建設に使われる予定だった。ナックル星人に奪われたが、悪用される前にMATが奪還した。
X弾
岸田隊員が開発した航空機用ロケット弾で、怪獣1体を木端微塵にする威力がある。ゴーストロンに使われたが発射の際に郷隊員が誤って時限装置をセットしてしまい、一時攻撃が出来なくなった。
MS小型ミサイル
第22話でニューヨークMAT隊がゴミ処理場に2発投下（セリフのみ）。東京湾15号地に現れたゴキネズラに数発放たれた。
冷凍弾
第35話でプリズ魔に対して使用された兵器。マットジャイロから目標の周囲に投下され、取り付けられている支持架により起立した状態で冷凍ガスを噴射する。かなり短時間で冷凍ガスを噴出したため、プリズ魔よりも先に地上にいた上野隊員があわや凍死しかけるという事態が発生している。
自動拳銃
第51話（最終回）の最終決戦時に武器庫が浸水して弾丸補充が出来なかったマットシュートの代用武器として伊吹隊長・丘隊員が使用。等身大のバット星人と渡り合う。
ナイフ
第51話（最終回）の最終決戦時に伊吹隊長が使用。等身大のバット星人に投擲するも巨大化させる結果となった。

#### 航空機
- マットアロー1号と2号の本編用のコクピットは、後に細部を変更して『ウルトラマンA』や『ウルトラマンタロウ』、『ウルトラマンレオ』のコクピットに流用されている[125]。

マットアロー1号
垂直離着陸（VTOL）機能と高い攻撃性を備えた、MATの主力ジェット戦闘攻撃機。操縦士、攻撃担当の副操縦士、レーダー担当が搭乗する複座式コクピットだが、単座での運用も可能。水流ポンプジェット複合型ターボジェットエンジン搭載。武装は主翼下部に搭載されている機関砲（バルカン砲）と機体下部から発射されるミサイルで、第13話からミサイルポッドを主翼下部に装備し、機体下部から高熱火炎を放射する。その他、機首のピトー管のような形状のレーザー砲からレーザー光線を発射する。短時間の水中航行も可能で、隊長機は機首に黄色いラインが入っている。主翼からギアを下ろして着陸する。後半は後述のマットアロー2号が登場しなくなった関係もあり、アロー1号を単に「アロー」と呼ぶようになり、劇中では（アロー1号の）1番機・2番機の意味合いで「アロー1号・2号」と呼称。第28話でコックピット内部に新たな計器類が備えられた。
『ウルトラマンメビウス』では改良型の「GUYSアローMA1型」が多数配備されていたが、終盤のエンペラ星人の襲撃で待機中だったほとんどの機体が破壊された。
- デザインは高橋昭彦が担当。
- ミニチュアは、石膏でバルサ原型から型取りして、FRP製のものが5機制作された。パイロットは紙粘土製。小サイズのミニチュアは市販のプラモデルが使用されている。

マットアロー2号
半円形の主翼を持つ単座式ジェット戦闘攻撃機。1名のパイロットが操縦と攻撃を担当する。主翼に垂直離着陸用の二重反転式のローターを内蔵しており、第1話では1号やジャイロとともに村外れに着陸した。最高速度は1号よりも劣るが、航続距離は長く、各支部間の連絡や長距離偵察任務などにも用いられ、太平洋横断も可能。武装は1号と同じだが、主翼左右のレーザー砲（機関砲）のみミサイルポッドの代わりに外付けする必要がある。1号よりも高い高度まで飛行し、成層圏でも活動可能であり、隊長機には機首と垂直尾翼に黄色い2本線のスペシャルマーキングが施される。後半の劇中には登場しなくなった。
- デザインは高橋昭彦が担当。
- プロップはヒルマモデルクラフトが制作を担当。約60センチの大サイズ、1尺（約30センチ）の中サイズのミニチュアが、1機ずつバルサの削り出しで造られている。小サイズのミニチュアは、放送当時マルイから発売されていたプラモデルを使用しており、第18話ごろより使用されている。

マットジャイロ
機体左右の回転翼に大型ローターと後部に小型ローターを持つ、ティルトローター式多目的機。海上に上昇する半円形のドームから出撃する。複座式だが、1人で操縦と攻撃を担当することも多い。どんな薬品や高熱にも耐えられる特殊鋼でできている。安定したホバリングや低速飛行が可能で長距離の任務には向かないが、攻撃時に有利である。内部の格納庫にジープなどの小型車両を常時搭載しており、機外に物資や車両を牽引して輸送。複数機で出撃する際は「ジャイロA・ジャイロB」とアルファベット順に番機を呼称されていた。武装はバルカン砲とロケット弾ポッド。また、ナパーム弾をはじめ、噴霧塗料・消火剤散布や冷凍弾投下といった特殊弾薬の展開にも活躍。さらにはレーザー砲を発射したこともある。緊急脱出は胴体下部から。第30話でコックピット内部に新たな計器類が備えられた。第9話では機体横に黄色いラインが入った隊長機も登場した。
- デザインは高橋昭彦が担当。当初はヘリコプターとして描かれていた。
- ミニチュアは、バルサ製の削り出しのものが計4機制作された。左右のローターはポリエステル樹脂製で、プロペラにはモーターが仕込まれている。後部ローターは、円盤状の塩化ビニールに筋をつけることで回転状態を表現している。小サイズのミニチュアはプラモデルが使用されている。

スペースアロー
宇宙ステーションとの往来や無人ステーションNo.5のメンテナンス業務、敵宇宙船団の迎撃などに使用する連絡機。宇宙空間へは、崖にカモフラージュされたゲートから出撃して急行する。マットアロー1号と共通する思想で開発されたと思われ、アロー1号を改良して製作され、攻撃装備も有するとされるが、詳細は不明。宇宙服を着た1名が搭乗する。専用のカタパルトから発進し、エンジン推力は2万tを誇る。第29話でMAT無人観測ステーションNo.5点検に出動したのが劇中での唯一の登場で、第38話ではナックル星人の妨害電磁波で出撃できなかった。

#### 車両・潜水艇
マットビハイクル
主にパトロールや事件現場への急行、地上戦闘に使う特捜車両。塗装は白地に赤のラインが入ったもので、後に坂田健が考案した高速走行用のスタビライザー（リアウイング）が付けられ、飛躍的に走行性能が向上した。第32話のみ隠密行動を取るため、迷彩塗料を施されて登場。運転席にはレーダーや高性能通信機、探査機器などを装備する。車体上部には30連発式ロケットランチャーや緊急車両用のパトランプが付けられることもある。実車はマツダ・コスモスポーツの後期型・L10Bをベースとしており、それをチューンナップしている。
- 数点あったNGデザイン案の中には、後年の『トリプルファイター』に登場した「SATカー」に似たイメージの画稿も存在する。

マットジープ
マットビハイクルが不整地での走行や野戦に向かないため、第6話から登場したジープ。機動力に優れ、対怪獣攻撃では同時に2台を運用する場合が多く、マットバズーカやレーザーガンSP-70などの各種特殊装備をセットすることもある。実車は三菱・ジープの1961〜68年式形をベースにしているが、「MAT-101」「MAT-102」という専用ナンバープレートが付けられている。
特殊輸送車
第37話のみ登場。サターンZ輸送に使用された大型車両。頑丈な装甲を持ち、輸送班の隊員が運転した。プレートナンバーは「MAT-4」。
特殊熱線砲車
第17話のみ登場した六輪走行車。上部に装備された巨大な砲身から放射された熱線でテロチルスが東京都心のビル街に作った巣を毒ガスを出さずに焼却した。マットジャイロがワイヤーで吊り下げて現場へ運んだ。

マットサブ
海底基地に直接出入りする小型特殊潜航艇。短い航続距離ではあるが、水中に潜伏する怪獣の攻撃や索敵に用いられる。1名が操縦、もう1名がソナーとZ弾の発射スイッチを担当する。1号と2号の2機が配備されており、武器は魚雷のZ弾2発とミサイル。第2話、第16話にのみ登場した。
- ミニチュアは後に『ミラーマン』第20話に登場したパシフィック号に流用された。

#### 関連施設
MATステーション
第18話に登場。宇宙の異変などを監視している有人宇宙ステーション。武器はレーザー砲で、加藤隊長の親友の梶キャプテンが責任者として指揮していたが、ステーションごとベムスターに捕食された。再建されたステーションの後任キャプテンには加藤隊長が指名され、MATから転任した。
無人観測ステーション（無人ステーション）
第29話に登場。1日1回の定時報告で船外の大気組成や気象状態などをMAT本部に送信する無人の観測システム。複数が衛星軌道上を回っており、No.5が定期点検後にヤドカリンに巣として乗っ取られて東京近郊に落下し、破壊された。
宇宙ステーションV1
第38話に登場。MATの管轄する宇宙ステーションのひとつで、ウルトラマンがナックル星に連れ去られた後、MATに全面降伏を迫るナックル星人が脅迫材料として破壊した。
MATレーダー基地
第44話に登場。岸田が開発した超遠距離レーダーが設置される予定だったが、その直前にグラナダスに攻撃されてしまった。

## キャスト

### レギュラー・準レギュラー
- 郷秀樹 - 団次郎
- 加藤隊長 - 塚本信夫（第1 - 22話）
- 伊吹竜 - 根上淳（第22 - 51話）
- 南猛 - 池田駿介（第1 - 32・34 - 51話）[注釈 47][注釈 48]
- 岸田文夫 - 西田健（第1 - 29・31・34 - 51話）[注釈 49]
- 上野一平 - 三井恒（第1 - 51話[注釈 50]）
- 丘ユリ子 - 桂木美加（第1 - 32・34 - 51話）[注釈 48]
- 坂田健 - 岸田森（第1 - 8・14 - 17・19・23・26・28 - 30・34 - 37話[注釈 51]）
- 坂田アキ - 榊原るみ（第1 - 7・9・14 - 17・19・20・22・23・26・27・37話）
- 坂田次郎 - 川口英樹（第1 - 10・14 - 17・19・20・22 - 24・26・28 - 30・33 - 41・44 - 46・48・49・51話[注釈 52]）
- 村野ルミ子 - 岩崎和子（第38 - 41・44・49・51話）
- 岸田 地球防衛庁長官 - 藤田進（第5・6・14話）
- 佐竹 参謀 - 佐原健二（第5・6・11・20・50話）[注釈 53]
- ナレーター - 名古屋章（第1 - 32・34 - 41・49 - 51話[注釈 54]）

### 主なゲスト
参考文献 - 『円谷プロ画報 (1)』（竹書房・2013年）p.212、213、『帰ってきたウルトラマン パーフェクトファイル』（講談社、2015年）p20-119
- 浩（第1話） - 藤江喜幸
- 浩の母（第1話） - 毛利幸子
- 村の娘（第1話） - 島田淳子
- 村の老人（第1話） - 夏木順平
- 医師（第1話） - 岡部正
- 看護師（第4話） - 川口節子
- 警備員（第4話） - 加藤茂雄
- 次郎の友人 - 高野浩幸（第5・7・10・29・45話）[注釈 55]
- 現場監督（第5話） - 小松英三郎
- 病院事務員（第6話） - 大前亘
- 次郎の友人（第7話） - 西谷喜之
- キャンプをしていた若者と娘（第7話） - 渋谷健三、桜井栄子
- ダイナマイト工場主任（第8話） - 倉田爽平
- タカシ（第8話） - 矢崎知紀
- タカシの親戚（第8話） - 中沢祥枝
- 近藤勝班長（第9話） - 石橋雅史
- 観測員（第9話） - 塚本哲（大沢）、山崎純資（矢部）、長谷川峯子（田島）
- 吉本先生（第10話） - 北川陽一郎
- 小松（第10話） - 石山克己
- 岸田清子（岸田隊員の母）（第11話） - 堀越節子
- 人夫（第11話） - 緒方燐作、坪野鎌之
- 牛山静香（第12話） - 久万里由香
- 牛山武（第12話） - 草間璋夫
- 警官（第12話） - 勝部義夫
- オートバイの若者（第12話） - 渋谷健三、野月かつや
- 高村船長（第13・14話） - 小林昭二[注釈 56]
- 高村陽子（第13・14話） - 西山恵子[注釈 56]
- 青山五郎（第13・14話） - 内田武樹[注釈 56]
- 船山豪一郎（第13・14話） - 長谷川弘[注釈 56]
- 赤木工場長（第13・14話） - 西本裕之
- 自衛隊指揮官（第13・14話） - 向井淳一郎
- 川崎操舵士（第13話） - 菊池英一
- 海神丸船員（第13話）：東條昭平[注釈 57]
- 木島（第13話） - 幸田宗丸[注釈 58]
- 小田切史郎（第15話） - 高野浩幸
- 史郎の父（第15話） - 中川謙二
- 史郎の祖父（第15話） - 今村源兵
- 加藤進の母親（第15話） - 松下砂稚子
- 船頭（第16話） - 高杉哲平
- 松本三郎（第16・17話） - 石橋正次
- 小野由起子（第16・17話） - 服部妙子
- 横川浩（第16・17話） - 丸茂光紀
- 山田刑事（第16・17話） - 南川直
- 松本三郎の母（第17話） - 沼波輝枝
- 梶キャプテン（第18話） - 南広
- MATステーション隊員（第18話） - 片岡五郎、羅雅煌、沢登護、佐古正人
- 梶の妻（第18話） - 立花房子
- コーヒーショップ店員（第18話） - 山本正明
- 医師（第19話） - 片山明彦
- 次郎の同級生（第19話） - 石原光真、伊藤秀美
- MAT宇宙研究部技官（第20話） - 菅沼赫
- 地球防衛庁参謀（第20話） - 伊原徳[注釈 59]
- 坂井信夫（第21話） - 小松英三郎
- 中村努の母親（第21話） - 岸井あや子
- 旅客機の機長（第21話） - 越後憲
- ピエロのサンドウィッチマン（第22話） - 三谷昇
- ゴミ処理場職員（第22話） - うえずみのる
- 南條純子（第23話） - 横山リエ
- 純子の父（第23話） - 陶隆
- 天文台所員（第23話） - 天本英世
- 農夫（第23話） - 坂本長利、増岡弘
- 高田明夫（第24話） - 川瀬裕之
- 高田とし子（第24話） - 福田公子
- マンション管理人・黒井幸造（第24話） - 大村千吉
- 進（第25話） - 藤江喜幸
- 警察署長（第25話） - 松尾文人
- 建築技師（第25話） - 辻しげる
- MAT地質調査班長（第25話） - 幸田宗丸
- 六助（第25話） - 山本竜二
- 刑事（第26話） - 大島章太郎
- 東三郎（第27話） - 山波ひろし
- 東キヨ（第27話） - 進藤幸
- ラーメン屋（第27話） - 小高まさる
- 沢村忠（第27話） - 沢村忠[注釈 60]
- 調査官（第28話） - 天草四郎
- 民家の主人（第28話） - 池田忠夫
- 漁師（第28話） - 岩城力也、吉原正皓
- 気象台係長（第28話） - 湊俊一
- よし子（第29話） - 石井千代子
- よし子の両親（第29話） - 坂本新兵、中川玲子
- 前田（第30話） - 大泉滉
- 三谷（第30話） - 熊野隆司
- 松山老人（第30話） - 巌金四郎
- 伊吹美奈子（第31・43話） - 大木智子
- 風間輝男 / ゼラン星人（第31話） - 永吉健太郎
- 看護婦（第31話） - 小園蓉子
- MAT保安部隊員（第31話） - 中山剣悟、遠矢孝信
- 野原太郎（第32話） - 松原和仁
- 野原作太（第32話） - 谷村昌彦
- 町田駐在（第32話） - 浜村純
- 中年婦人（第32話） - 京田ひさ子
- 佐久間良（第33話） - 二瓶秀哉
- 金山十郎（メイツ星人）（第33話） - 植村謙二郎
- 街の男たち（第33話） - 梅津栄、小笠原弘
- 警官（第33話） - 山崎純資
- 水野一郎（第34話） - 清水幹生
- 医師（第35話） - 飯沼慧
- 看護婦（第35話） - 玉井碧
- 外国人船員（第35話） - エフ・ボサード
- 鈴村四郎（第36話） - 高田稔
- 鈴村みどり（第36話） - 戸部夕子
- 井口美砂子（第36話） - 吉岡ユリ
- 神田刑事（第36話） - 野村明司
- 医師（第37話） - 奥野匡
- 宇宙電波研究所長 / ナックル星人（第37・38話） - 成瀬昌彦[注釈 52]
- ナックル星人の部下（第37・38話） - 速水鴻、沢美鶴
- MAT本部作戦室係官（第37・38話） - 吉田潔、豊田紀雄[注釈 61]
- ハヤタ / 初代ウルトラマン（第38話） - 黒部進
- モロボシ・ダン / ウルトラセブン（第38話） - 森次浩司
- 片岡洋子（第39話） - 梶三和子
- 津村秀男（第39話） - 和田周
- 天文台係官（第39話） - 岸野一彦
- ルミ子の母（第39・40話） - 織賀邦江[注釈 62]
- 中山老人 / ブラック星人（第40話） - 寄山弘
- 中山美佐子（第40話） - 荒井純子
- 青年（第40話） - 倉石和旺
- 山小屋の管理人（第40話） - 北山歳夫
- 山内ススム（第41話） - 斎藤信也
- 日笠（第41話） - 土方弘
- 鳴沢村の駐在（第42話） - 柳谷寛
- ドライバー（第42話） - 岡野耕作、向正人
- トラック運転手（第42話） - 土屋靖雄
- 測候所の係員（第42話） - 小出宏
- 伊吹葉子（第43話） - 本山可久子
- 葉子の両親（第43話） - 和沢昌治、田中筆子
- 道路管理人 / グロテス星人（第43話） - 加地健太郎
- 広田あかね / ケンタウルス星人（第44話） - 茜夕子
- 白鳥エリカ（第45話） - 川崎純子
- 浜村医師（第45話） - 高原駿雄
- 紙芝居屋の老人 / ズール星人（第46話） - 多々良純
- 徹（第46話） - 芦沢常法
- 看護婦（第46話） - 花形恵子
- 丘隊員の母（第47話） - 葦原邦子
- 勝（第48話） - 田村明彦
- 勝の母（第48話） - 五月晴子
- 泥棒（第48話） - 不破万作
- 星野 / ミステラー星人・善（第49話） - 村上不二夫
- 星野輝美（第49話） - 古屋まゆみ
- ミステラー星人・悪（第49話） - 森本景武
- 小泉博士（第50話） - 邦創典
- 小泉チドリ（第50話） - 八木孝子
- 日本地質研究所所員（第50話） - 鮎川浩
- MATレーダー通信隊員（第51話） - 菊池英一
- 着流しの男（第51話） - 遠矢孝信

### 声の出演
参考文献 - 『円谷プロ画報 (1)』p.212、213
※全てノンクレジット
- ウルトラマン - 谷津勲（第1・18・30・31・37話）、中曽根雅夫[30]、村越伊知郎（第50話）
- ウルトラセブン（第18話） - 村越伊知郎
- ゼラン星人（第31話） - 梶哲也
- ドラキュラス（第36話） - 梶哲也
- ナックル星人（第38話） - 沢りつお
- バルダック星人（第39話） - 谷津勲
- バルタン星人Jr.（第41話） - 阪脩
- ストラ星人（第42話） - 阪脩
- メシエ星雲人（第45話） - 谷津勲
- ズール星人上司（第46話） - 谷津勲
- ヤメタランス（第48話） - 市川治
- ササヒラー（第48話） - 谷津勲
- バット星人（第51話） - 阪脩
- 初代ウルトラマン（第51話） - 中曾根雅夫[30]、谷津勲

### スーツアクター（キャスト）
※ウルトラマン以外ノンクレジット
- ウルトラマン - 菊池英一[注釈 63]
- ウルトラセブン（第18・38話） - 望月武郎
- 初代ウルトラマン（第38話） - 斉藤忠治
- 怪獣・宇宙人
  - 遠矢孝信（メイン[87]）
  - 菊池英一（ザザーン[87]）
  - 関国麿（デットン[138]）
  - 森平[注釈 64]（ツインテール[139]、シーモンス[注釈 65]）
  - 有川兼光（ブラックキング[141]、パラゴン〈前部〉[142]）
  - 斉藤忠治（ミステラー星人（善）[143]、バット星人[144]）
  - 高山[注釈 64]（メシエ星雲人[145]）

※ムルチ、ブラック星人、ストラ星人、グロテス星人、ケンタウルス星人、ズール星人については不明。

## スタッフ
出典→
- プロデューサー - 円谷一、斉藤進、橋本洋二（TBS）
- プロデューサー補 - 熊谷健
- 企画 - 満田かずほ、田口成光[注釈 59]
- 脚本 - 上原正三、田口成光、伊上勝、金城哲夫、市川森一、石堂淑朗、実相寺昭雄、千束北男、朱川審、長坂秀佳、斉藤正夫、小山内美江子
- 監督（本編） - 本多猪四郎、筧正典、冨田義治、鍛冶昇、山際永三、真船禎、大木淳、東條昭平、佐伯孚治、松林宗恵
- 監督（特殊技術） - 高野宏一、佐川和夫、大木淳、真野田陽一
- 音楽 - 冬木透
- 主題歌 - すぎやまこういち
- 撮影（本編） - 鈴木清、佐川和夫、永井仙吉
- 撮影（特撮） - 鈴木清、佐川和夫、佐藤貞夫、唐沢登喜麿
- 照明（本編） - 森本正邦、大山次郎、小林哲也、小池一三
- 照明（特撮） - 小池一三、大口良雄、原文良、森本正邦
- 美術（本編） - 育野重一、栗山吉正、安田邦宣、池谷仙克、高橋昭彦
- 美術（特撮） - 池谷仙克（1 - 12）、高橋昭彦、鈴木儀雄、大沢哲三、青木利郎
- 怪獣デザイン - 池谷仙克、高橋昭彦、熊谷健、米谷佳晃、利光貞三、末安正博 ほか
- 怪獣造型 - 開米プロダクション、高山良策、東宝特殊美術部、円谷造型スタッフ
- 光学撮影 - 中野稔
- 光学作画 - 飯塚定雄
- 制作主任 - 高山篤、伊東正純
- 記録 - 植村よし子、大高啓子、水野佐知子、黒岩美穂子、中西邦江、久光衿子、溝木久子、関根ヨシ子
- 操演 - 塚本貞重、小川昭二、白熊栄次、小笠原亀
- 編集 - 柳川義博、小林熙昌
- 助監督（本編） - 東條昭平、宮坂清彦、岡村精
- 助監督（特撮） - 吉村善之、田渕吉男、布施修、常葉武
- 効果 - 東宝効果集団、小森護雄[注釈 67]
- 録音 - キヌタ・ラボラトリー、セントラル録音
- 現像 - 東京現像所
- 制作 - TBS、円谷プロダクション

## 放映リスト
- 各怪獣の詳細は「帰ってきたウルトラマンの登場怪獣」を参照。
- 1971年7月30日は全日空機雫石衝突事故の報道特番のため、同年12月31日は『第13回日本レコード大賞』のため、放送休止。
- 視聴率はビデオリサーチ調べ（関東地区）[53]。
- 視聴率以外は左記の出典を使用[147]。

| 話数 | サブタイトル                    | 登場怪獣・宇宙人・ゲストウルトラマン                                      | 脚本                            | 監督       | 特殊技術   | 放送日          | 視聴率 |
| ---- | ------------------------------- | ------------------------------------------------------------------------- | ------------------------------- | ---------- | ---------- | --------------- | ------ |
| 1    | 怪獣総進撃                      | - ザザーン - タッコング - アーストロン                                    | 上原正三                        | 本多猪四郎 | 高野宏一   | 1971年 4月2日   | 26.4%  |
| 2    | タッコング大逆襲                | タッコング                                                                | 上原正三                        | 本多猪四郎 | 高野宏一   | 4月9日          | 25.1%  |
| 3    | 恐怖の怪獣魔境                  | - サドラ - デットン                                                       | 上原正三                        | 筧正典     | 高野宏一   | 4月16日         | 22.6%  |
| 4    | 必殺！流星キック                | キングザウルス三世                                                        | 上原正三                        | 筧正典     | 高野宏一   | 4月23日         | 19.8%  |
| 5    | 二大怪獣 東京を襲撃             | - グドン - ツインテール                                                   | 上原正三                        | 富田義治   | 高野宏一   | 4月30日         | 21.1%  |
| 6    | 決戦！怪獣対マット              | - グドン - ツインテール                                                   | 上原正三                        | 富田義治   | 高野宏一   | 5月7日          | 19.4%  |
| 7    | 怪獣レインボー作戦              | ゴルバゴス                                                                | 上原正三                        | 本多猪四郎 | 高野宏一   | 5月14日         | 17.8%  |
| 8    | 怪獣時限爆弾                    | ゴーストロン                                                              | 田口成光                        | 筧正典     | 高野宏一   | 5月21日         | 16.4%  |
| 9    | 怪獣島SOS                       | ダンガー                                                                  | 伊上勝                          | 本多猪四郎 | 高野宏一   | 5月28日         | 19.2%  |
| 10   | 恐竜爆破指令                    | ステゴン                                                                  | 上原正三                        | 筧正典     | 高野宏一   | 6月4日          | 20.1%  |
| 11   | 毒ガス怪獣出現                  | モグネズン                                                                | 金城哲夫                        | 鍛冶昇     | 高野宏一   | 6月11日         | 18.5%  |
| 12   | 怪獣シュガロンの復讐            | シュガロン                                                                | 上原正三                        | 鍛冶昇     | 高野宏一   | 6月18日         | 17.5%  |
| 13   | 津波怪獣の恐怖 東京大ピンチ！   | - シーモンス - シーゴラス                                                 | 上原正三                        | 富田義治   | 佐川和夫   | 6月25日         | 18.8%  |
| 14   | 二大怪獣の恐怖 東京大龍巻       | - シーモンス - シーゴラス                                                 | 上原正三                        | 富田義治   | 佐川和夫   | 7月2日          | 18.4%  |
| 15   | 怪獣少年の復讐                  | エレドータス                                                              | 田口成光                        | 山際永三   | 高野宏一   | 7月9日          | 14.3%  |
| 16   | 大怪鳥テロチルスの謎            | テロチルス                                                                | 上原正三                        | 山際永三   | 高野宏一   | 7月16日         | 15.0%  |
| 17   | 怪鳥テロチルス 東京大空爆       | テロチルス                                                                | 上原正三                        | 山際永三   | 高野宏一   | 7月23日         | 17.3%  |
| 18   | ウルトラセブン参上！            | - ベムスター - ウルトラセブン                                             | 市川森一                        | 鍛冶昇     | 佐川和夫   | 8月6日          | 16.0%  |
| 19   | 宇宙から来た透明大怪獣          | サータン                                                                  | 上原正三                        | 鍛冶昇     | 佐川和夫   | 8月13日         | 16.9%  |
| 20   | 怪獣は宇宙の流れ星              | マグネドン                                                                | 石堂淑朗                        | 筧正典     | 高野宏一   | 8月20日         | 18.8%  |
| 21   | 怪獣チャンネル                  | ビーコン                                                                  | 市川森一                        | 筧正典     | 高野宏一   | 8月27日         | 17.3%  |
| 22   | この怪獣は俺が殺（）る          | ゴキネズラ                                                                | 市川森一                        | 山際永三   | 佐川和夫   | 9月3日          | 18.8%  |
| 23   | 暗黒怪獣 星を吐け！             | - ザニカ - バキューモン                                                   | 石堂淑朗                        | 山際永三   | 佐川和夫   | 9月10日         | 23.4%  |
| 24   | 戦慄！マンション怪獣誕生        | - キングストロン - クプクプ                                               | 上原正三                        | 富田義治   | 大木淳     | 9月17日         | 24.0%  |
| 25   | ふるさと 地球を去る             | ザゴラス                                                                  | 市川森一                        | 富田義治   | 大木淳     | 9月24日         | 21.4%  |
| 26   | 怪奇！殺人甲虫事件              | ノコギリン                                                                | 上原正三                        | 筧正典     | 高野宏一   | 10月1日         | 25.2%  |
| 27   | この一発で地獄へ行け！          | グロンケン                                                                | 市川森一                        | 筧正典     | 高野宏一   | 10月8日         | 26.1%  |
| 28   | ウルトラ特攻大作戦              | バリケーン                                                                | 実相寺昭雄                      | 山際永三   | 佐川和夫   | 10月15日        | 23.5%  |
| 29   | 次郎くん 怪獣に乗る             | ヤドカリン                                                                | 田口成光                        | 山際永三   | 佐川和夫   | 10月22日        | 23.2%  |
| 30   | 呪いの骨神 オクスター           | オクスター                                                                | 石堂淑朗                        | 真船禎     | 高野宏一   | 10月29日        | 23.9%  |
| 31   | 悪魔と天使の間に....            | - プルーマ - ゼラン星人                                                   | 市川森一                        | 真船禎     | 高野宏一   | 11月5日         | 25.1%  |
| 32   | 落日の決闘                      | キングマイマイ（幼虫・成虫）                                              | 千束北男                        | 大木淳     | 大木淳     | 11月12日        | 23.4%  |
| 33   | 怪獣使いと少年                  | - ムルチ - メイツ星人                                                     | 上原正三                        | 東條昭平   | 大木淳     | 11月19日        | 24.0%  |
| 34   | 許されざるいのち                | レオゴン                                                                  | - 石堂淑朗 - 小林晋一郎（素案） | 山際永三   | 佐川和夫   | 11月26日        | 24.6%  |
| 35   | 残酷！光怪獣プリズ魔            | プリズ魔                                                                  | 朱川審                          | 山際永三   | 佐川和夫   | 12月3日         | 20.9%  |
| 36   | 夜を蹴ちらせ                    | ドラキュラス                                                              | 石堂淑朗                        | 筧正典     | 佐川和夫   | 12月10日        | 23.9%  |
| 37   | ウルトラマン 夕陽に死す         | - ナックル星人 - ブラックキング - ベムスター（再生） - シーゴラス（再生） | 上原正三                        | 富田義治   | 大木淳     | 12月17日        | 27.5%  |
| 38   | ウルトラの星 光る時             | - ナックル星人 - ブラックキング - 初代ウルトラマン - ウルトラセブン       | 上原正三                        | 富田義治   | 大木淳     | 12月24日        | 29.0%  |
| 39   | 冬の怪奇シリーズ 20世紀の雪男   | バルダック星人                                                            | 田口成光                        | 筧正典     | 真野田陽一 | 1972年 01月07日 | 27.4%  |
| 40   | 冬の怪奇シリーズ まぼろしの雪女 | - スノーゴン - ブラック星人                                               | 石堂淑朗                        | 筧正典     | 真野田陽一 | 1月14日         | 28.2%  |
| 41   | バルタン星人Jrの復讐            | - ビルガモ - バルタン星人Jr.                                              | 長坂秀佳                        | 佐伯孚治   | 佐川和夫   | 1月21日         | 28.2%  |
| 42   | 富士に立つ怪獣                  | - パラゴン - ストラ星人                                                   | 石堂淑朗                        | 佐伯孚治   | 佐川和夫   | 1月28日         | 28.1%  |
| 43   | 魔神 月に咆える                 | - コダイゴン - グロテス星人                                               | 石堂淑朗                        | 筧正典     | 真野田陽一 | 2月4日          | 26.6%  |
| 44   | 星空に愛をこめて                | - グラナダス - ケンタウルス星人                                           | 田口成光                        | 筧正典     | 真野田陽一 | 2月11日         | 29.1%  |
| 45   | 郷秀樹を暗殺せよ！              | - メシエ星雲人 - ロボネズ - 白鳥座61番星人エリカ                          | 斎藤正夫                        | 鍛冶昇     | 佐川和夫   | 2月18日         | 26.5%  |
| 46   | この一撃に怒りをこめて          | - レッドキラー - ズール星人                                               | 田口成光                        | 鍛冶昇     | 佐川和夫   | 2月25日         | 27.9%  |
| 47   | 狙われた女                      | フェミゴン                                                                | 石堂淑朗                        | 佐伯孚治   | 真野田陽一 | 3月3日          | 25.6%  |
| 48   | 地球頂きます！                  | - ヤメタランス - ササヒラー                                               | 小山内美江子                    | 佐伯孚治   | 真野田陽一 | 3月10日         | 25.2%  |
| 49   | 宇宙戦士 その名はMAT            | - ミステラー星人（善・悪） - アテリア星（名前のみ）                       | 伊上勝                          | 松林宗恵   | 真野田陽一 | 3月17日         | 25.2%  |
| 50   | 地獄からの誘い                  | キング・ボックル                                                          | 斎藤正夫                        | 松林宗恵   | 真野田陽一 | 3月24日         | 26.0%  |
| 51   | ウルトラ5つの誓い               | - ゼットン（2代目） - バット星人 - 初代ウルトラマン（声のみ）             | 上原正三                        | 本多猪四郎 | 真野田陽一 | 3月31日         | 29.5%  |

## 放送局
- TBS：金曜 19:00 - 19:30
- 北海道放送：金曜 19:00 - 19:30[152]
- 青森テレビ：金曜 19:00 - 19:30[153]
- 岩手放送：金曜 18:00 - 18:30[153]
- 秋田放送：月曜 18:00 - 18:30[154]
- 山形放送：金曜 18:00 - 18:30[153]
- 東北放送：金曜 19:00 - 19:30[155]
- 福島テレビ：金曜 19:00 - 19:30[155]
- 新潟放送：金曜 19:00 - 19:30[156]
- 北日本放送：水曜 17:15 - 17:45[注釈 80][159]→富山テレビ：月曜 - 金曜 18:00 - 18:30（1972年8月31日から11月19日まで放送）[160]
- 北陸放送：水曜 18:00 - 18:30[159]（1971年5月5日から1972年5月3日まで放送[161]）
- 福井放送：木曜 18:00 - 18:30（1971年4月29日から1972年4月27日まで放送[162]）
- 信越放送：火曜 18:00 - 18:30[163]
- 中部日本放送：金曜 19:00 - 19:30[164]
- 朝日放送：金曜 19:00 - 19:30[165]
- 山陰放送：金曜 19:00 - 19:30
- 山陽放送：金曜 19:00 - 19:30
- テレビ山口：金曜 19:00 - 19:30
- RKB毎日放送：金曜 19:00 - 19:30[166]
- 宮崎放送：木曜 18:00 - 18:30

## 主題歌・劇中音楽
本作品より主題歌とBGMを異なる作曲家が担当するという分業体制に入った。主題歌と挿入歌の作曲はすぎやまこういちが担当。「帰ってきたウルトラマン」と「MATチームの歌」をカップリングした団次郎の歌唱によるオリジナルバージョンは原盤権を持つ日本コロムビア（EP盤）と朝日ソノラマ（初版のソノシート）がリリース。競作となる他のメーカーはカヴァー・ヴァージョンを収録した。
カヴァー・ヴァージョンには、子門真人・ヤング・フレッシュの共演とヤング・フレッシュ単独の2種（以上日本ビクター→ビクター音楽産業）、ボニー・ジャックス（キングレコード）、藤井健・ザ・ブレッスン・フォー（CBS・ソニー）、若子内悦郎（東芝音楽工業→東芝EMI）、外山浩爾（ゼール音楽事務所制作・朝日ソノラマ＝再版のソノシートおよびソノラマレコード・東宝レコード他）、山形忠顕（テイチク）、三鷹淳（日本コロムビア）によるものがある。なお、カヴァー・ヴァージョンにはカラオケ部分のみオリジナル音源を使用したもの（三鷹版、若子内版、山形版など）がある。
『ウルトラマンレオ』第34話の劇中では、外山浩爾のカヴァー・バージョンが使われていた。

### オープニングテーマ
「帰ってきたウルトラマン」
- 作詞：東京一 / 作曲：すぎやまこういち / 歌：団次郎、みすず児童合唱団

シリーズで初めて主演俳優が主題歌を歌った。
主題歌として最終選考まで残るも次点で不採用となった「戦え！ウルトラマン」（歌：団次郎）もあり、テレビサイズ、フルサイズともにステレオ録音だった。作曲のすぎやまは、凝った構成の「戦え！〜」が好みであったが、子供番組ゆえ「分かりやすいメロディーの方がよい」と考え「帰ってきたウルトラマン」が主題歌に採用されたと述懐。ファミリー劇場の『ウルトラ情報局』にすぎやまが出演した際、放送分のオープニング映像に「戦え！ウルトラマン」を使用し、実現しなかった幻のオープニングとして放送された。また『新ウルトラマン列伝』の2013年9月25日放送分におけるベムスター戦VTRのBGMとして使用された。
BGM担当の冬木透も「戦え！ウルトラマン」と同じ歌詞で主題歌候補曲を作曲したが、そちらは録音には至らなかった。ただし、メロディはBGMとして使用されている。このメロディによる歌は、1992年に「帰ってきたぞウルトラマン！」の曲名で水木一郎の歌唱によりリリースされた。
メロディチャイム調にアレンジされたバージョンが、2014年から円谷英二の出身地である福島県須賀川市の防災行政無線で、夕方5時30分の時報として流されている。同年1月14日には、初代ウルトラマンが音源を市長に手渡しするイベントが行われた。
2019年にはアレンジしたバージョンが「帰ってきたマグナムドライ」の曲名でサントリービール「マグナムドライ〈本辛口〉」のコマーシャルソングに起用された。

### 関連楽曲
「MATチームの歌」
- 作詞：東京一 / 作曲：すぎやまこういち / 歌：団時朗、みすず児童合唱団

「怪獣音頭」
- 作詞：東京一 / 作曲：すぎやまこういち / 歌：ハニー・ナイツ

「怪獣ロック」
- 作詞：吉岡オサム / 作曲：田辺信一 / 歌：ザ・タイムマシン

いずれも作中では使用されていないが、放映当時の各種イベント会場で流された。「怪獣音頭」は『ウルトラマンをつくった男たち 星の林に月の舟』のラストで使用された他、歌詞を変更したものが『私が愛したウルトラセブン』で使用されたこともある。また、「MATチームの歌」には、朝日ソノラマ（EP盤/ソノラマレコード）およびエルム（EP盤・ソノシート）から発売された西田敏行・少年少女合唱団みずうみによるカヴァー・ヴァージョンが存在する。

### BGM
BGMは前作『ウルトラセブン』に続き、冬木透が作曲した。
- 曲群の構成を『ウルトラセブン』と比べると、宇宙や異次元空間の描写曲が減り、入れ替わるように人物、特に子供の情景・心理描写曲の割合が増えている。
- MAT出撃・攻撃シーンに多用された男声コーラス入りの曲（M-3）は俗に「ワンダバ」と呼ばれ、視聴者に主題歌と同等以上の強い印象を残した。そのため後の作品でも「ワンダバ」の流れをくむ曲が使われる例が多い。同じく冬木透作曲の『ウルトラセブン』の挿入歌「ULTRA SEVEN」に「ワンダバ」の萌芽が見られる[注釈 84]。第46話ではズール星人演じる紙芝居のテーマ曲で現実音楽としても登場する[注釈 85]。
- 前述の冬木版主題歌は、メロディのみがウルトラマンの優勢な戦いを描く勇壮な曲（M-13）を初め、主要BGM各曲のモチーフとして使用された。
- 主にエキストラ音楽として、冬木の本作品以前の担当作品[注釈 86]の曲が流用された。
- 本作品では『ウルトラセブン』のBGMからの流用も顕著だが、全てのBGM選曲を冬木自らが行い、『ウルトラセブン』の作品世界をそのまま持ち込まないよう配慮された。

### その他の楽曲
- 第7話では夜間キャンプの若者たちがザ・モップスの「朝まで待てない」（ビクター盤）に合わせて踊っているシーンがある。また第16話の冒頭では同様のシチュエーションでザ・ゴールデン・カップスの「銀色のグラス」が使用されている。
- 第22話「この怪獣は俺が殺（や）る」の冒頭シーンでトワ・エ・モワの「或る日突然」が使用されている。
- 第34話ではPYGの「花・太陽・雨」が使用された。この曲は1999年にバップから発売された『帰ってきたウルトラマン ミュージックファイル』に収録されている。なお、市川森一はPYGメンバーの萩原健一と親交があり、市川が萩原に許可を頼んだことにより「花・太陽・雨」の使用が実現した。
- 第43話の伊吹隊長が家族旅行へ出かけるシーンで、伊吹隊長がカーラジオから流れてきた「南国土佐を後にして」を聞いて思わずリズムを取るシーンがある。この曲は伊吹役・根上淳の妻であるペギー葉山の歌唱であり、葉山は後に『ウルトラマンタロウ』でウルトラの母の声と人間体（緑のおばさん）を演じることとなる。
- 第48話でザ・ドリフターズの「誰かさんと誰かさん」が、続く第49話では「ドリフのおこさ節」が使用された。

## 他媒体展開
- 当時、玩具メーカーなどとのタイアップは緊密ではなく、タイアップ先企業の意向が作品設定に深く関与する傾向は本作品では見られない。
- 逆に当時の円谷プロの版権管理の体制が甘く、無版権ものの商品が多数流通する状況を生んだ。
- すでに実績のあるウルトラシリーズに対する業界の注目は熱く、商品化権の入札で激しい競り合いが見られた。第1期ウルトラシリーズで雑誌掲載権を持っていた講談社は小学館に競り負けている。

### 映像ソフト化
- VHSはバンダイビジュアルから発売。全12巻で各巻4話（1、2、12のみ5話）収録。
- DVD（デジタルウルトラシリーズ）は2002年12月18日 - 2003年5月23日に発売。全13巻で各巻4話（13のみ3話）収録。1 - 3巻、4以降は2巻ずつ同時発売。各巻にダイジェスト映像が収録され、第13巻では店頭デモ映像、全話予告編（デジタルリマスター版）が特典映像として収録されている。
- Blu-ray Discが2015年11月26日にバンダイビジュアルから発売。こちらはHD2.0リマスター版を収録。

### 他テレビシリーズ
『ウルトラマンA』
本作品から第1・13・14･26・27話にウルトラマンジャック（変身後のみ）と第10話に郷秀樹（アンチラ星人が化けた偽者）と坂田次郎と村野ルミ子が登場。
『ウルトラマンタロウ』
第1・24・25・33・34・40・52話にウルトラマンジャックが登場。33・34・52話では郷秀樹の姿でも登場。
『ウルトラマンレオ』
第34話にウルトラマンジャックと郷秀樹が登場。第38・39話では変身後の姿だけで登場。
『ウルトラマンメビウス』
本作品から郷秀樹 / ウルトラマンジャックが登場。また、本作品に登場した多くの怪獣が再登場している。なお、郷＝ウルトラマン（ジャック）は登場しないが、第32話は本作品の第33話からつながる内容となっている。

### 雑誌
小学館が雑誌掲載の権利を持っており、小学館の各雑誌に漫画化作品が掲載されている。学習雑誌では巻頭カラー特集で、ウルトラマン、怪獣、MATに関する図解、画報が掲載された他、怪獣パノラマ、MATシュート（輪ゴム式）、MAT隊員手帳などの付録が付けられていた。また、読者向けにオリジナルバッジの有料頒布も行われている。
漫画
- よいこ 1971年6月号 - 1972年3月号 馬場秀夫、1972年4月号 久松文雄
- 幼稚園 1971年5月号 - 1972年3月号 中城けんたろう、1972年4月号 久松文雄
- 小学一年生 1971年4月号 - 1972年3月号 中城けんたろう、1972年4月号 森義一
- 小学二年生 1971年5月号 - 1972年4月号 内山まもる
  - 上記の掲載後には2004年にコンビニコミックとして発売されただけで長らく絶版となっていたが、2011年9月21日には完全復刻版が復刊ドットコムより発売された。ISBN 978-4-8354-4761-2

| 掲載号       | サブタイトル              | 登場怪獣                                                                                      |
| ------------ | ------------------------- | --------------------------------------------------------------------------------------------- |
| 1971年5月号  | 必殺！流星キック          | 古代怪獣キングザウルス三世                                                                    |
| 1971年6月号  | アーストロン大逆襲        | 凶暴怪獣アーストロン                                                                          |
| 1971年7月号  | 怪獣峠を越えろ            | 古代怪獣ツインテール、音波怪獣シュガロン                                                      |
| 1971年8月号  | 二大怪獣の恐怖 東京大竜巻 | 津波怪獣シーモンス、竜巻怪獣シーゴラス                                                        |
| 1971年9月号  | 復讐のベムスター          | 宇宙大怪獣ベムスター                                                                          |
| 1971年10月号 | 戦慄！マンション怪獣誕生  | マンション怪獣キングストロン                                                                  |
| 1971年11月号 | この一発で地獄へ行け！    | のこぎり怪獣グロンケン                                                                        |
| 1971年12月号 | 呪いの骨神オクスター      | 水牛怪獣オクスター                                                                            |
| 1972年1月号  | ウルトラマン夕陽に死す    | 変幻怪獣キングマイマイ、竜巻怪獣シーゴラス、 用心棒怪獣ブラックキング、暗殺宇宙人ナックル星人 |
| 1972年2月号  | ウルトラの星光る時        | 用心棒怪獣ブラックキング、暗殺宇宙人ナックル星人                                              |
| 1972年3月号  | バルタン星人Jrの復讐      | ロボット怪獣ビルガモ、宇宙忍者バルタン星人Jr                                                  |
| 1972年4月号  | 魔神学舎に咆える          | 魔神怪獣コダイゴン、発砲怪人グロテス星人                                                      |
- 小学三年生 1971年5月号、11月号 - 1972年3月号 高須礼二、1971年6月号 - 10月号 馬場秀夫、1972年4月号 林ひさお
- 小学四年生 1971年10月号 - 1972年3月号 平沢茂太郎（絵物語）、1972年4月号 斉藤ゆずる
- 小学五年生 1971年4月号 - 6月号 坂口尚、1971年7月号 - 1972年4月号 森藤よしひろ
- 小学六年生 1971年7月号 - 1972年4月号 森藤よしひろ
- 別冊少年サンデー 1971年5月号 - 1971年12月号 水穂輝
- 小学館BOOK 1971年4月号 - 1971年12月号 西田幸司、1972年1月号 - 1972年3月号 林ひさお

### 映画
『東宝チャンピオンまつり』にてテレビ版をベースにした作品が3シーズンにわたって公開された。
『帰ってきたウルトラマン』
1971年7月24日公開。第5話・第6話の再編集版。上映時間は48分。
同時上映は『ゴジラ対ヘドラ』、『みなしごハッチ』、『いなかっぺ大将』、『わらしべ長者』。
チャンピオンまつりとしては初の円谷プロダクション作品であった。書籍『ゴジラ 東宝チャンピオンまつりパーフェクション』では、公開当時はテレビシリーズの視聴率が伸び悩んでいた時期であったため、前後編の上映により番組の人気向上につなげる意図があったものと推測している。
シリーズ45年を記念した「ウルトラシリーズ45周年記念 メモリアルムービーコレクション 1966-1984 DVD-BOX」に収録されている。
『帰ってきたウルトラマン 竜巻怪獣の恐怖』
1971年12月12日公開。第13・14話の再編集版。上映時間は44分。
同時上映は『ゴジラ・モスラ・キングギドラ 地球最大の決戦（『三大怪獣 地球最大の決戦』の改題短縮版）』、『いなかっぺ大将』、『みなしごハッチ』、『マッチ売りの少女』。
『帰ってきたウルトラマン 次郎くん怪獣にのる』
1972年3月12日公開。第29話のブローアップ版。上映時間は25分。
同時上映は『地球攻撃命令 ゴジラ対ガイガン』、『天才バカボン』、『みなしごハッチ』、『ミラーマン』、『かしの木モック』。
書籍『ゴジラ 東宝チャンピオンまつりパーフェクション』では、本作品のみ前後編の再編集版でないのは同じ円谷プロダクション作品の『ミラーマン』があったためであり、低年齢層にもわかりやすい内容の第29話が選ばれたと推測している。

### 書籍
絵本
オリジナルのイラストや宣材を元にしたものが主流で、写真をコラージュして作られた商品は当時少なかった。また、朝日ソノラマの商品に顕著なソノシート付き（主題歌やオリジナルのドラマを収録）のものや、イラストを立体的に見せる「仕掛け絵本」（商品名：飛び出す絵本）も人気を得た。
怪獣図鑑
宣材や番組の画面写真を元にウルトラマンや怪獣のプロフィールを図鑑形式にまとめたもの。小学館のものが代表的。初代ウルトラマン、ウルトラセブンと比べると、本作品では怪獣の設定図面を商品化している例は極めて少ない。
ブロマイド
1枚5円、あるいは2枚組10円で、袋とじされたものから好きなものを選んで買うくじ引きの要素も盛り込まれた仕組みだったが、購入するまで中身が分からない点を悪用され、無版権の粗悪品も多数流通していた。

### 玩具
ソフトビニール製人形（ソフビ・フィギュア）
旧マルサン商店の経営権・資産を引き継いだブルマァクを中心に発売された。現行作品だったこともあり、終盤の怪獣（ササヒラー、キング・ボックルなど）も含めほとんどの登場怪獣が商品化され、その商品点数はスタンダードサイズの怪獣だけで41点にものぼった。
プラモデル
ブルマァク、マルイからマットアロー1号、2号、マットジャイロ、ウルトラマンが発売された。ただし、ウルトラマンは、ブルマァクの物は立ち姿勢でゼンマイ動力で歩く物、マルイは飛行姿勢でモーターライズ・足元にプロペラの付いた「空飛ぶウルトラマン」と、全く異なるものであった。なお、マルイのマットアロー、ジャイロは1985年と1994年に再発売されているが、ウルトラマンのみは一度も再発売がない。また、マルイの製品は銀色成型で（ブルマァクの物はブルーグレー）デカールを貼るだけで劇中のイメージを再現できる特徴があった。なお、マルイのアロー1号は全体のイメージをかなり正確に把握しており（インテーク付近の形状のみ異なる）既に30年が経過しているモデルではあるが、2000年ごろに改造されて模型誌（ホビージャパン誌）のジオラマ写真に使われたことがある。
以上は大型の物だが、この他に50円サイズのミニプラモも発売されており、マットアロー1号、2号、マットジャイロがブルマァクから、また島型のベースにウルトラマンや怪獣がセットになったものが4種類日東科学から発売され、主に小売店や駄菓子屋で流通していた。ブルマァクの50円サイズのマットジャイロは、金型が引き取られて1985年、日東科学（マスターブランド）で発売されたマットビハイクルのおまけキットとして添付されたことがある。
ミニカー
ダイヤペット（米沢玩具・現：アガツマ）とトミカ（トミー・現：タカラトミー）からすでに発売されていたコスモスポーツをベースにマットビハイクルが製品化された。なお日本の映像作品に登場する劇中車が製品化されたのは、このマットビハイクルが最初と言われている。このうち、トミカについては2004年に復刻版が発売されている。
セルロイド製お面
以前から流通していた初代ウルトラマン・Aタイプを模したものが継続販売されることが多かったが、本作品に合わせて新たに商品化されたものもあった。
トランプ・いろはカルタ
トランプに怪獣のイラストを配したもの、ウルトラマン、怪獣、MATを題材としたいろはカルタも発売された。
パンチキック
タカラ（現：タカラトミー）のビニール製打撃玩具のロングセラー商品で、本作品関連ではウルトラマン、アーストロン、シーゴラスなどの図柄が発売。
ウルトラマンヘルメット
ウルトラマンの顔上半分（目の部分まで）を子供サイズのヘルメット状にしたプラスチック製の玩具。
MAT隊員ヘルメット、マットシュート
いわゆる「隊員なりきりセット」の走り。いずれも子供サイズのプラスチック製。マットシュートはホルスター兼用のベルト付。子供用の隊員服はこの当時では商品化されなかった。
その他、ウルトラマン人形付き○○
ブリキ製の模型自動車でウルトラマンの人形が運転席に座るものなど、多岐にわたる。

### 食品（菓子）
シスコ「ウルトラマンガム」「シスコーン」シリーズなど
パッケージおよびガムの包み紙にウルトラマンやマットアローおよび怪獣のイラストが用いられた。また「当たり」の景品として、14話のダイジェスト（特撮シーンのみで構成）を収録した立体ビューワー「パンペット」も製作された。
ロッテ「ウルトラマンフーセンガム」
5枚入り、当時20円。包み紙の1枚には転写式シールが入っていた。

### 食品（飲食チェーン店）
マクドナルド「帰ってきたチキンタツタ」
2022年4月20日より、本作品および映画『シン・ウルトラマン』とのタイアップ企画として定番商品の1つ「チキンタツタ」が再登場、新商品「シン・タツタ 宮崎名物チキン南蛮タルタル」と共に全国のマクドナルドにて発売された。バーガーとドリンクは映画『シン・ウルトラマン』のイラスト入りの限定カップで提供された。

### 児童向け文房具・衣料品・日用品
筆箱、鞄、ズック靴、ハンカチ、水筒、弁当箱、茶碗、箸、スプーンなどの食器などに、ウルトラマンと怪獣、あるいはマットアローなどを配したイラストに番組ロゴを加えたデザインがあしらわれて商品化された。

### 帯番組
帰ってきたウルトラマン体操
ファミリー劇場で2011年 - 2012年に放送。

## 備考
「タッコング大逆襲」初号プリント
第2話の初号プリントでは、主題歌・一部の効果音・アイキャッチ・変身シーンも異なっていた。第1話の初号プリントは、現在では円谷プロのスタッフが紛失したため、幻になっている。なお、紛失する以前に製作されたパック･イン･ビデオのVHSソフト『THEウルトラ伝説  興奮ベストメモリアル』には、第1話と第2話の初号フィルムから抜粋した本編と顕著に異なる場面（第1話は変身シーンとラストシーン、第2話は変身シーン）が収録されている。
DAICON FILM作品『帰ってきたウルトラマン マットアロー1号発進命令』（増殖怪獣バグジュエル登場）
1983年に開催された日本SF大会「DAICON4」のプロモーション活動の一環として、同年3月にDAICON FILMが制作した8mm映画作品。アマチュア時代の岡田斗司夫が脚本を、庵野秀明が監督を、赤井孝美が特技監督を、武田康廣がプロデューサーをそれぞれ担当したほか、ウルトラマンは庵野が素顔で演じた。主題歌は「戦え！ウルトラマン」。
切通理作『怪獣使いと少年 ウルトラマンの作家たち』（1993年、宝島社）
第33話のサブタイトルを冠したこの評論集は、切通の最初の単行本となった。上原正三や市川森一らにインタビューしている。
団時朗と榊原るみの共演
団と榊原は本作品以降も何度か共演しているが、近しい関係でキャスティングされることが少なくない。本作品から10年後の東映の『ロボット8ちゃん』（1981年-1982年）では、団がロボット工学者・青井博士、榊原が8ちゃんの居候する春野家の母・春野かすみとして共演した。また、円谷映像の『エコエコアザラク』（テレビシリーズ版）では、主人公・黒井ミサの両親役を演じている。
主人公のネーミング
しばしば「郷秀樹という名はアイドル歌手・郷ひろみと西城秀樹の名を組み合わせたもの」と言われることがあるが、本作品の放映開始は1971年であり、郷ひろみは放送開始当時はブレイク前であり、西城秀樹のデビューは翌年の1972年3月であるため、偶然の一致である。命名者である上原正三によると、郷には「地球に密着した郷（ふるさと）」、秀樹には「秀でた樹が育つ」という意味合いが込められているとのこと。
ウルトラ5つの誓い2011
2011年に起こった東日本大震災では、「ウルトラマン基金」が設立され、ウルトラマンからのメッセージとして節電や応援を込めた「ウルトラ5つの誓い2011」が掲げられた。なお、この年のファミリー劇場での再放送（詳細は後述）では、津波を題材とした第13・14話の放映を欠番扱いにして自粛した。
なお、「ウルトラ5つの誓い2011」は以下の通りである。
- 節電をしよう
- 必要以上のむやみな買い物はやめよう
- 不確かな情報に惑わされないようにしよう
- 優しさを忘れずに、励まし合い、助け合おう
- 希望をもって未来に向かって進もう

ウルトラ5つの誓い2020
2020年の新型コロナウイルス感染症の流行の影響で、ウルトラマン公式チャンネルで新たな「ウルトラ5つの誓い2020」が掲げられた。主に東京都他で緊急事態宣言が宣言され学校が臨時休校になり長期の自宅待機を続けている子供へのメッセージとなっており、最後のメッセージは大人へ向けたものになっている。
- 1つ！頑張っておうちのなかにいること
- 1つ！きちんとうがいをすること
- 1つ！手を洗うときは好きな歌を1つ歌い終わるまで、しっかり洗うこと
- 1つ！おうちでできる体操などで体をしっかり動かすこと
- 1つ！出来る事を続けて、絶対に負けないこと

テレビドラマ『茜さんのお弁当』
第5話「裏切りと別れ」の冒頭で、本作品の第30話のウルトラマン対オクスターのシーンがテレビ画面に流用されている。
THE YELLOW MONKEY『砂の塔』（2016年、日本コロムビア）
15年ぶりのオリジナルシングルであったことから、スペシャルティザー映像第三弾が本作品のOPを模した「帰ってきたザ・イエロー・モンキー」として円谷プロダクションにより制作された。

## 未発表シナリオ
「呪われた怪獣伝説“キングザウルスIII世”」（脚本・伊上勝）
夜の博物館が落雷を受けたことで電磁発光体となり、そのエネルギーの影響で内部に展示されていた骨格標本が変じて怪獣として蘇る。それは3億5000年前、大西洋に沈んだアトランティス大陸に棲息していたキングザウルスが、古代アトランティス人の手によって高度な頭脳を持たせて生み出した、キングザウルスIII世だった。この名称は第4話に登場したキングザウルス三世に流用されている。
「月のメルヘン」（脚本・実相寺昭雄）
MATが打ち上げる月ロケットに搭載される月面車は、坂田に設計と製作が依頼されたものだった。打ち上げが近づく中、坂田やMATのもとに、東日新聞科学担当記者・竹叢夕子を名乗る女が取材に現れる。